# 대한민국 대 독일 (2018년 FIFA 월드컵)
2018년의 대한민국 대 독일(독일어: Fußball-WM Südkorea – Deutschland 2018), 또는 대한민국 축구의 역사에서 카잔의 기적은 2018년 6월 27일, 러시아 타타르스탄 공화국의 수도 카잔의 아크 바르스 아레나에서 열린 2018년 FIFA 월드컵의 F조 3차전 경기였다.
당초 예상으로는 월드컵 우승만 4번을 차지한 독일이 자국에서 4강에 진출한 게 최고 성적이었고 대회 전 조 최약체로 예상되었던 대한민국을 상대로 대한민국의 2 – 0 승리보다 0 – 7 대패 가능성이 많다고 예상되었다. 그러나 모든 이의 예상을 깨고 대한민국은 후반 추가 시간에 나온 김영권과 손흥민의 릴레이골로 2 – 0으로 승리하였다. 이로 인해 독일은 1승 2패, 2득점 4실점을 기록하며 F조 꼴찌로 80년만에 1라운드에서 탈락했고 제2차 세계 대전 이후로는 사상 최초로 조별리그 탈락이라는 굴욕을 당했고 동시에 최초로 아시아팀에게 패배한 디펜딩 챔피언이라는 불명예를 썼다. 한편 대한민국 축구 국가대표팀은 같은 시각에 예카테린부르크 중앙 경기장에서 펼쳐진 멕시코와 스웨덴의 경기에서 멕시코가 스웨덴에 0 – 3으로 패배하면서 아쉽게 16강 진출에 실패했고 그 대신 멕시코가 극적으로 16강에 진출하였다. 그 후 이 경기를 대한민국에서는 카잔의 기적, 카잔 대첩이라고 명명하였으며, 독일에서는 카잔의 치욕(독일어: Schande von Kasan 샨데 폰 카잔[*]), 카잔 참사(독일어: Desaster von Kasan 데자스터 폰 카잔[*]) 등으로 불리게 되었고 더불어 이 경기는 영국 언론 '데일리 메일'이 선정한 역대 월드컵 10대 이변 2위에 등재되었다. 독일이 예상 외로 조 최약체로 꼽혔던 대한민국에 덜미를 잡히며 결국 조별리그에서 탈락하자 직전 대회 때 미네이랑의 비극이라는 아픔을 겪었던 브라질과 연속 3회 대회에서 독일 때문에 상위 라운드에 진출하지 못하거나 준우승에 그쳐 버린 아르헨티나는 물론 기타 독일 대표팀과 역사적으로 앙금이 있었던 나라들이 독일의 탈락을 축하하는 보이기도 하였다.

## 개요
대한민국과 독일이 FIFA 월드컵에서 3번째로 맞붙은 경기이자 양 팀의 4번째 A매치 맞대결이다. 두 팀이 처음으로 만난 것은 1994년 FIFA 월드컵 C조 최종전 경기였는데 이 당시에도 독일은 전 대회인 1990년 FIFA 월드컵 우승국인 신분이었다. 미국 텍사스주 댈러스의 코튼볼에서 벌인 경기에서 당시 독일은 전반전에만 위르겐 클린스만과 카를하인츠 리들레의 맹활약에 힘입어 3 – 0으로 앞서 나갔다. 그러나 섭씨 40도를 오르내리는 댈러스의 살인적인 폭염에 노장 선수들이 주축이었던 독일 선수들이 후반전 들어 급격히 체력이 저하되는 모습을 보였고 그 틈을 탄 황선홍, 홍명보가 릴레이골을 터뜨린 대한민국에 2골을 따라잡히며 후반전 내내 수비에만 급급해한 끝에 결국 3 – 2로 겨우 이겼다. 이 때 독일의 주전 수비형 미드필더였던 슈테판 에펜베르크는 이 경기에서 자국 팀을 야유하던 관중들한테 손가락 욕설로 응수하다가 국가대표팀에서 영구 퇴출당하기도 하였다. 당시 2골을 넣은 위르겐 클린스만은 대한민국이 전반전에도 이렇게 나왔거나, 후반 시간이 5분만 더 있었다면 대한민국에 역전패를 당했을 것이라고 회고했다.
이후 양국은 8년 뒤 대한민국 서울특별시의 서울월드컵경기장에서 열린 2002년 FIFA 월드컵 준결승전에서 재회하게 되었다. 이 때 독일은 조별리그 3차전에서 카메룬 그리고 토너먼트에서 파라과이, 미국 등 비교적 수월한 상대들을 물리치고 4강에 오른 반면 당시 대한민국은 조별리그 최종전부터 그 대회 우승 후보로 꼽혔던 포르투갈, 이탈리아, 스페인 등을 상대로 연장전 및 승부차기까지 가는 악전고투를 벌인 끝에 4강까지 올라왔다. 그 탓에 대한민국은 체력적으로 지쳐 있었고 독일은 그런 대한민국을 상대로도 매우 고전하다가 후반 30분에야 미하엘 발락이 골을 기록하면서 1 – 0으로 신승하였다.
2년 후인 2004년 12월 19일 독일의 2006년 FIFA 월드컵 프로모션 투어의 일환에 따라 대한민국 부산아시아드주경기장에서 첫 친선경기를 가졌고 이 때는 전반 16분에 김동진과 후반 26분에 이동국 그리고 후반 42분에 조재진이 릴레이 골을 터뜨리며 전반 26분, 미하엘 발락의 프리킥 골로 1골 만회하는데 그친 독일을 3 – 1로 이기면서 아시아 팀 최초로 A매치에서 독일을 이긴 팀이 되었다. 당시 독일 대표팀의 수석코치가 현 독일 대표팀 감독인 요아힘 뢰프였고 당시 독일 대표팀 감독은 1994년 대회에서 대한민국을 상대로 2골을 기록했던 위르겐 클린스만이었다. 그 이후 이번 경기는 13년 6개월 만에 맞붙는 것이었다.

## 경기 전 상황
이 경기를 앞두고 대한민국은 1차전 스웨덴 축구 국가대표팀과의 경기에서 익숙하지 않았던 4-3-3 포메이션과 지나칠 정도로 수비적인 경기 운영으로 인해 공격 전개를 제대로 하지 못하였다. 거기에다 스웨덴 선수들의 피지컬에 밀리는 모습을 보였고 전방 압박 및 역습 시 첨병 역할을 해줘야 할 김신욱이 무기력한 모습을 보였다. 그 때문에 유효슈팅 1개도 기록하지 못할 정도로 빈약한 공격력을 보였다. 설상가상으로 수비수 김민우의 실책이 VAR에 걸리는 바람에 페널티킥을 허용하였고 키커 안드레아스 그랑크비스트가 이를 성공시키며 결국 0 – 1로 패배하였다. 2차전 멕시코 축구 국가대표팀과의 경기에선 다시 4-4-2 포메이션으로 되돌리고 문선민의 헌신적인 플레이에 힘입어 손흥민의 역습이 되살아나며 스웨덴과의 경기보다는 더 나은 경기력을 보였다. 그러나 수비수 장현수가 페널티 에어리어에서 불필요한 핸드볼 파울로 또 다시 페널티킥을 허용하며 실점하였다. 후반 중반에 대한민국의 주장 기성용이 멕시코의 엑토르 에레라에게 파울을 당하였는데도 주심 밀로라드 마지치가 파울을 인정하지 않고 경기를 속개하면서 대한민국의 수비 라인이 흐트러졌다. 그런데 장현수가 또 다시 하비에르 에르난데스를 향해 불필요한 슬라이딩 태클을 하며 또 1골을 허용하였다. 경기 막판에 손흥민이 중거리슛으로 골을 넣었으나 결국 1 – 2로 또다시 패배해 2패를 기록하게 되었다. 뒤이어 열린 독일 VS 스웨덴의 경기에서 독일이 스웨덴을 2 – 1로 이긴 덕분에 2패를 기록하였어도 탈락이 확정되지는 않았지만 16강 진출을 위해서는 반드시 독일을 꺾고 동시에 멕시코가 스웨덴을 이긴 다음 골득실을 계산해야 하였다. 이는 사실상 불가능에 가까운 상황으로 인식되었다. 전임 대표팀 감독이었다가 경질되었던 울리 슈틸리케가 "대한민국은 3전 전패할 것이다. 슬프지만 받아들여야 한다."라고 말해 한국인들의 심기를 자극했다.
한편, 독일 역시 상황이 그리 낙관적이지는 않았다. 21세기 들어 유럽의 디펜딩 챔피언들이 다음 대회에서 조별리그 탈락하는 사례들이 빈번하게 일어났는데 대표적으로 2002년 FIFA 월드컵에선 전 대회 우승팀이었던 프랑스 축구 국가대표팀이 1무 2패, 무득점 3실점이라는 절망적인 성적으로 조 최하위를 기록하며 탈락하였고 2010년 FIFA 월드컵에서도 전 대회 우승팀이었던 이탈리아 축구 국가대표팀이 2무 1패, 4득점 5실점이라는 실망스러운 성적으로 뉴질랜드 축구 국가대표팀에도 밀리며 조 최하위로 탈락하였다. 2014년 FIFA 월드컵에서도 전 대회 우승팀이었던 스페인 축구 국가대표팀이 1승 2패에 그치며 조 3위로 탈락하는 수모를 겪었으며 그 과정에서 2패로 조기 탈락이 확정된 최초의 전 대회 우승팀이라는 오명을 쓰기도 했다. 오직 2006년 FIFA 월드컵에서 8강까지 진출한 브라질 축구 국가대표팀만이 그나마 디펜딩 챔피언 조별리그 탈락이라는 수모를 면한 것이다. 그간 역사적으로 독일은 1954년 FIFA 월드컵 이후 단 1번도 조별리그에서 탈락한 적이 없었고 매 대회마다 기복 없이 안정적인 성적을 유지하기에 독일의 조별리그 탈락은 어느 누구도 예상하지 못하였다. 
그런데 그런 독일의 행보에 제동이 걸린 건 1차전 멕시코와의 경기에서였다. 독일은 점유율에 지나치게 의존하여 느린 템포로 경기를 끌고 가 오히려 빠르게 역습으로 몰아치는 멕시코에 허를 찔렸고 35분, 이르빙 로사노에게 기습적인 결승골을 허용하며 0 – 1로 패배하였다. 1차전에서 패배를 기록하는 바람에 독일은 남은 2경기를 반드시 이겨야 하는 입장이 되었다. 2차전 스웨덴과의 경기에서도 독일은 32분, 올라 토이보넨에게 기습적인 선제골을 허용하며 불안한 출발을 했다. 후반 3분에 마르코 로이스가 이번 대회 독일의 첫 골이자 동점골을 터트려 간신히 원점으로 돌렸으나 후반 36분, 주전 수비수 제롬 보아텡이 퇴장 당하는 불운을 겪었다. 하지만 종료 직전 토니 크로스가 역전 프리킥 골을 터뜨리며 가까스로 2 – 1 역전승을 거두어 16강 진출의 불씨를 살렸다. 3차전을 앞둔 시점에서 F조 순위는 2승을 기록한 멕시코가 조 1위였고 2위는 1승 1패, 2득점 2실점으로 동률을 이루었으나 승자승 원칙에서 앞선 독일이 차지하고 있었으며 3위는 스웨덴이 4위는 2패를 기록한 대한민국이 차지하고 있었다.
이 시점에서 경우의 수를 따지면 대한민국은 비기거나 지면 무조건 탈락이었고 독일을 이길 경우 멕시코가 스웨덴을 이겨야만 골득실을 고려하여 16강에 진출할 수 있었다. 만일 멕시코와 스웨덴이 비기거나 스웨덴이 승리할 경우엔 독일을 아무리 큰 점수 차로 꺾어도 16강 진출은 불가능하였다. 독일의 경우엔 대한민국을 이길 경우엔 거의 무조건 16강에 진출하고 비겼을 경우엔 멕시코가 스웨덴을 이기거나, 혹은 비길 경우 스웨덴과 독일이 각각 다득점을 고려하여 16강 진출이 가능하였다. 패배할 경우에는 무조건 조별리그에서 탈락하는 상황이었다. 한편, 대한민국을 상대로 2 – 1로 승리한 멕시코의 미겔 라윤은 대한민국과의 경기가 자신들에게는 어려운 승리였다고 말하며, 지금과 같은 경기력으로 임해야 독일에 승리할 수 있다고 말하였다.
독일 대 멕시코 전을 중계했던 박지성은 독일의 경기력에 대해 "이번 월드컵에서 독일이 우승할 생각이 있는지는 저도 잘 모르겠습니다. 확실한 것은 독일이 저따위로 경기를 한다면 우리도 독일 상대로 비벼볼만 합니다."라고 평가했다. 그러니 사실은 립서비스급 발언이었다.

## 경기

### 전반전

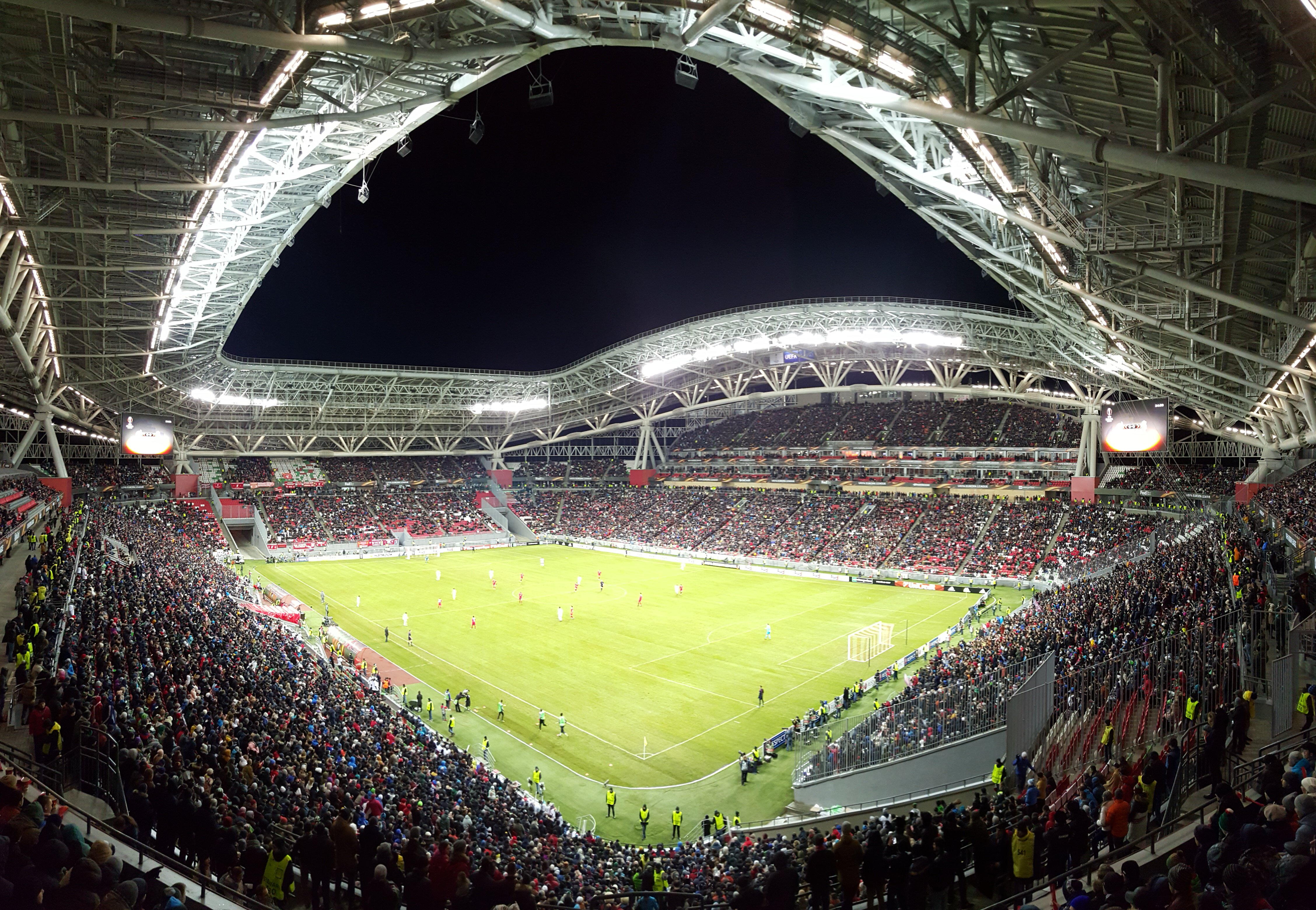
경기가 열린 카잔 아레나

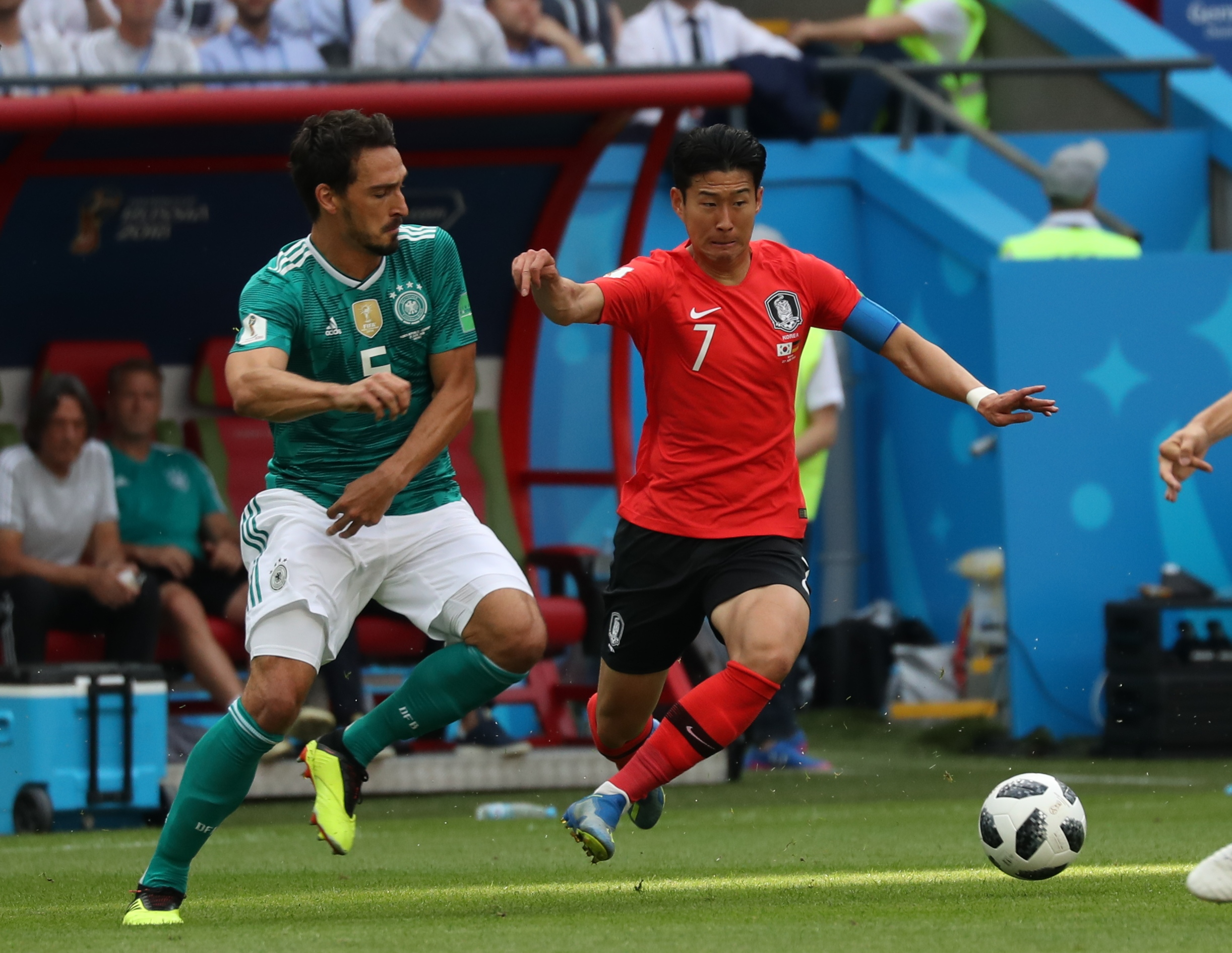
마츠 후멜스와 손흥민의 모습.

워낙 전력 차가 큰 두 팀 간의 대결이었던만큼 경기는 일방적으로 흘러갔다. 독일 축구 국가대표팀은 사실상 중앙 수비수인 마츠 후멜스와 니클라스 쥘레를 뺀 나머지 모두가 공격에 가담하였다. 대한민국은 두 줄 수비 대형을 갖추며 극단적인 수비로 독일의 맹공을 차단하였고 빠른 역습을 통해 득점 기회를 만들어갔다. 8분, 대한민국의 정우영이 독일의 요나스 헥토르에게 거친 파울을 범해 경고를 받았다. 11분, 문선민이 요주아 키미히에게 범한 파울로 프리킥을 허용하였고 킥커를 맡은 토니 크로스가 문전으로 올린 볼을 수비수 김영권이 헤더로 걷어내 위기를 넘겼다. 13분, 김영권의 패스를 받은 정우영이 볼을 수습하다 레온 고레츠카에게 볼을 빼앗겼고 고레츠카와 마르코 로이스가 월 패스를 주고 받으며 대한민국의 페널티 박스로 진입한 후 페널티 박스 우측 외곽 지역에서 고레츠카가 슛을 날렸으나 김영권이 다리로 막아냈다. 이어진 코너킥 찬스에서 사미 케디라가 헤더로 연결하였으나 골키퍼 조현우가 방어하였다. 15분, 요나스 헥토르의 패스를 받은 메수트 외질이 문전으로 길게 볼을 띄웠고 그걸 레온 고레츠카가 받아 헤더로 연결을 시도하였으나 대한민국 수비진의 공중볼 경합 덕분에 멀리 가지 못하였고 조현우 골키퍼가 처리하였다.
17분, 조현우의 골킥이 한 번에 전방으로 길게 연결되었고 정우영이 머리로 받아 볼을 떨구려 할 때 독일의 사미 케디라가 발을 높이 들어 막는 파울을 범하였다. 주심은 곧바로 대한민국의 프리킥을 선언하였다. 프리킥 찬스에서 정우영이 무회전 프리킥을 찼다. 세계 최고의 골키퍼 중 하나라는 마누엘 노이어 조차도 제대로 잡지 못하였을 정도였으나 손흥민이 세컨볼을 따내러 쇄도하였는데 간발의 차로 늦었고 노이어 골키퍼가 펀칭으로 쳐내며 득점을 올리지 못하였다. 이어진 코너킥 찬스에서 손흥민의 코너킥은 독일 수비수 니클라스 쥘레가 헤더로 걷어냈으나 멀리 가지 못하고 페널티 박스 외곽에 있던 이용의 발 앞에 갔다. 이용이 강슛을 날렸으나 높이 뜨고 말았다. 21분, 공격에 가담한 독일 수비수 마츠 후멜스가 우측의 요주아 키미히에게 패스를 하였고 키미히가 페널티 에어리어 안에 있던 고레츠카를 겨냥하고 크로스를 올렸으나 고레츠카가 헤더로 연결하기 직전에 조현우 골키퍼가 방어하였다. 22분, 이재성이 레온 고레츠카에게 거친 파울을 범해 옐로카드를 받았다. 24분, 이용이 우측에서 올린 크로스를 페널티 박스에 있던 이재성이 헤더로 연결하였으나 머리에 빗맞으며 뒤쪽으로 가버렸고 세컨볼을 손흥민이 따내 강슛을 날렸으나 골문을 벗어나고 말았다. 32분, 대한민국 문전으로 쇄도해 들어간 마르코 로이스가 강한 중거리슛을 날렸으나 수비수 윤영선이 육탄방어로 막아냈다. 그러나 이 과정에서 핸드볼 파울이 있었고 프리킥을 허용하였으나 대한민국 측에 그리 위협적이진 않았다.
38분, 독일의 역습 상황에서 메수트 외질이 우측의 티모 베르너에게 킬 패스로 연결하였고 베르너가 슛을 날렸으나 김영권이 슈팅 각도를 잘 좁히며 안전하게 걷어냈다. 이어진 코너킥 찬스에서 레온 고레츠카가 헤더로 연결하였으나 볼은 대한민국 골문 왼쪽으로 떨어졌고 골 라인을 벗어나기 직전에 티모 베르너가 잡아서 살려냈다. 이 볼을 마츠 후멜스가 받았으나 그가 슈팅을 하기 직전 각도를 좁히고 있던 조현우 골키퍼가 볼을 잡아내며 실점 위기를 넘겼다. 전반 종료 직전 손흥민이 기습적인 슛을 날렸으나 골문 왼쪽으로 벗어나고 말았다. 독일은 일방적인 경기 운영에도 불구하고 대한민국의 수비를 뚫지 못하며 0 – 0으로 전반전을 마쳤다.

### 후반전

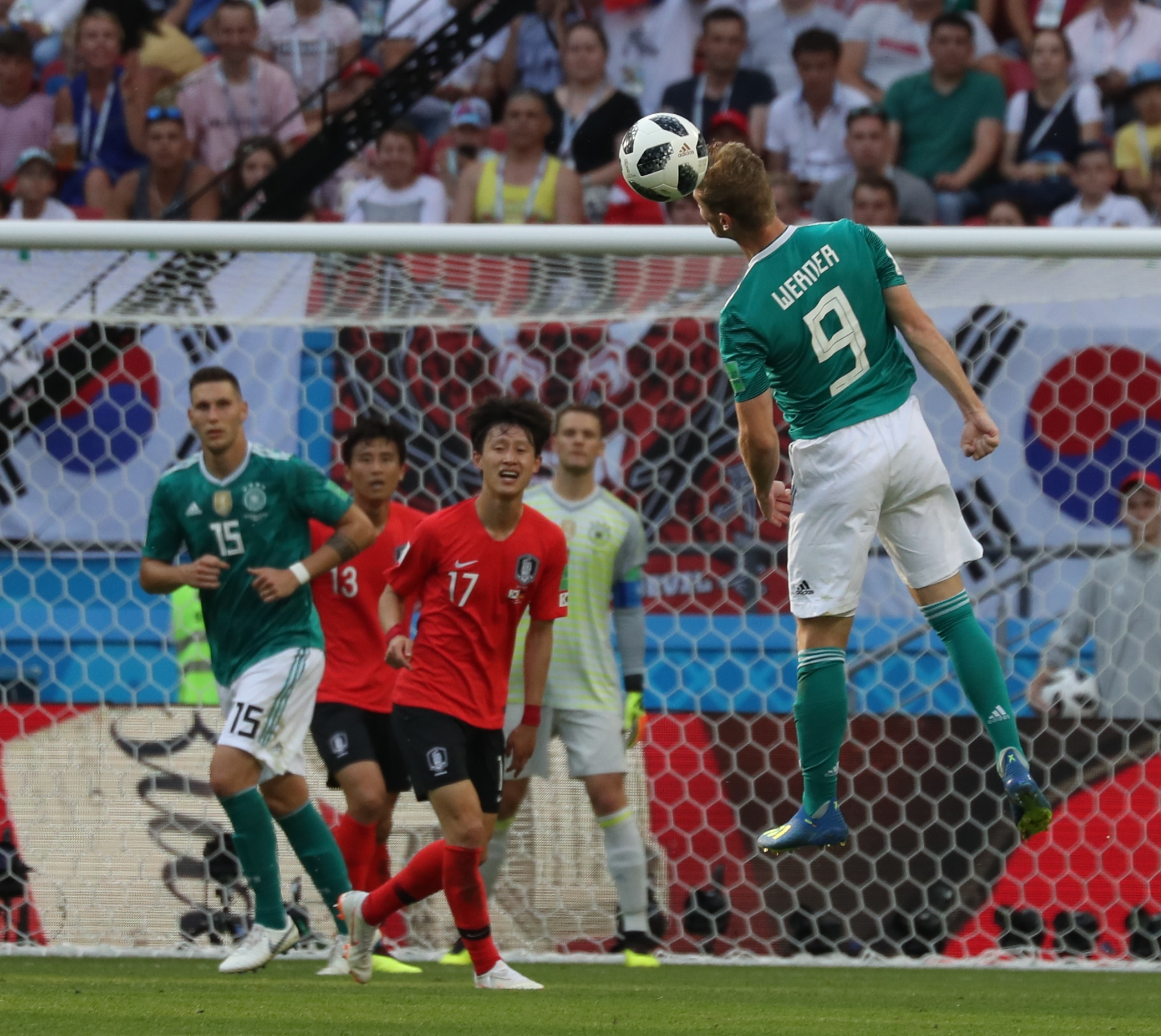
헤딩을 시도하고 있는 티모 베르너의 모습.

후반 1분, 역습 상황에서 대한민국의 정우영이 메수트 외질에게서 볼을 빼앗은 뒤 곧바로 중거리슛을 날려 유효 슈팅을 기록하였으나 마누엘 노이어 골키퍼 정면으로 가는 바람에 득점에 실패하였다. 후반 3분, 다시 독일의 반격이 이어졌고 오른쪽 풀백 요주아 키미히의 크로스를 받은 레온 고레츠카가 헤더 슛을 날렸으나 대한민국의 조현우 골키퍼가 선방하며 실점 위기를 넘겼다. 그리고 같은 시각 예카테린부르크에서 열린 멕시코와 스웨덴의 경기에서 스웨덴이 1골을 넣으며 앞서갔다. 그 때부터 독일은 심리적으로 조급한 모습을 보였고 계속해서 대한민국을 향해 공격을 퍼부었다. 독일의 요아힘 뢰프 감독은 수비형 미드필더인 사미 케디라를 빼고 공격수 마리오 고메스를 투입하였고 뒤이어 레온 고레츠카를 빼고 토마스 뮐러를 투입하며 공격수 숫자를 늘려 대한민국을 향한 공격을 한 층 더 강화하였다. 하지만 독일은 그렇게 공격을 강화하고도 좀처럼 대한민국의 골문을 열지 못하였다. 대한민국은 계속해서 전원 수비로 나서면서 독일에 골을 허용하지 않고 버텼다. 후반 18분, 문선민이 결정적인 골 찬스를 잡았으나 머뭇거리다 슈팅 기회를 놓치고 독일 수비수 마츠 후멜스에게 볼을 빼앗기고 말았다. 후반 21분, 대한민국의 손흥민이 역습 상황에서 독일 진영의 페널티 박스로 돌파를 시도하였으나 마르코 로이스와의 몸싸움에서 밀리며 넘어졌다. 이 상황에서 주심 마크 가이거는 오히려 몸싸움에 의해 넘어진 손흥민에게 할리우드 액션을 하였다고 판정하며 경고를 주었다.
후반 중반을 넘어섰는데도 스코어가 0 – 0에 머물러 있자 독일의 요아힘 뢰브 감독은 측면 수비수 요나스 헥토르마저도 불러들이고 공격형 미드필더인 율리안 브란트를 투입하였다. 이 때 스웨덴이 멕시코를 상대로 3 – 0으로 이기고 있었기에 독일 입장에선 대한민국을 1 – 0으로만 이겨도 16강에 진출할 수 있는 상황이었다. 그러므로 총 공격을 해서라도 1골을 넣겠다는 의도였다. 대한민국은 후반 24분, 문선민을 불러들이고 주세종을 교체 투입하였고 후반 34분엔 구자철과 교체 투입되었던 황희찬을 다시 벤치로 불러들이며 고요한을 투입해 수비의 강도를 더욱 높이며 독일에 좀처럼 골을 내주지 않았다. 후반 41분, 공격에 가담하였던 독일의 중앙 수비수 마츠 후멜스가 결정적인 득점 기회를 잡았으나 헤더 찬스에서 공을 머리가 아닌 어깨에 맞히는 실수를 하며 득점 기회를 날려버렸다. 후반 42분, 독일의 토니 크로스가 문전에서 중거리 슛을 날렸으나 조현우가 선방하였다. 후반 44분, 토니 크로스가 왼발로 슛을 날릴때 이용의 중요부위가 공에 가격당하면서 흐른 공을 이재성이 잡아서 대한민국이 다시 역습 찬스를 얻었고 이재성이 슛을 날렸으나 독일 센터백 니클라스 쥘레의 다리에 맞고 골 라인 아웃이 되며 코너킥 찬스를 얻었다.

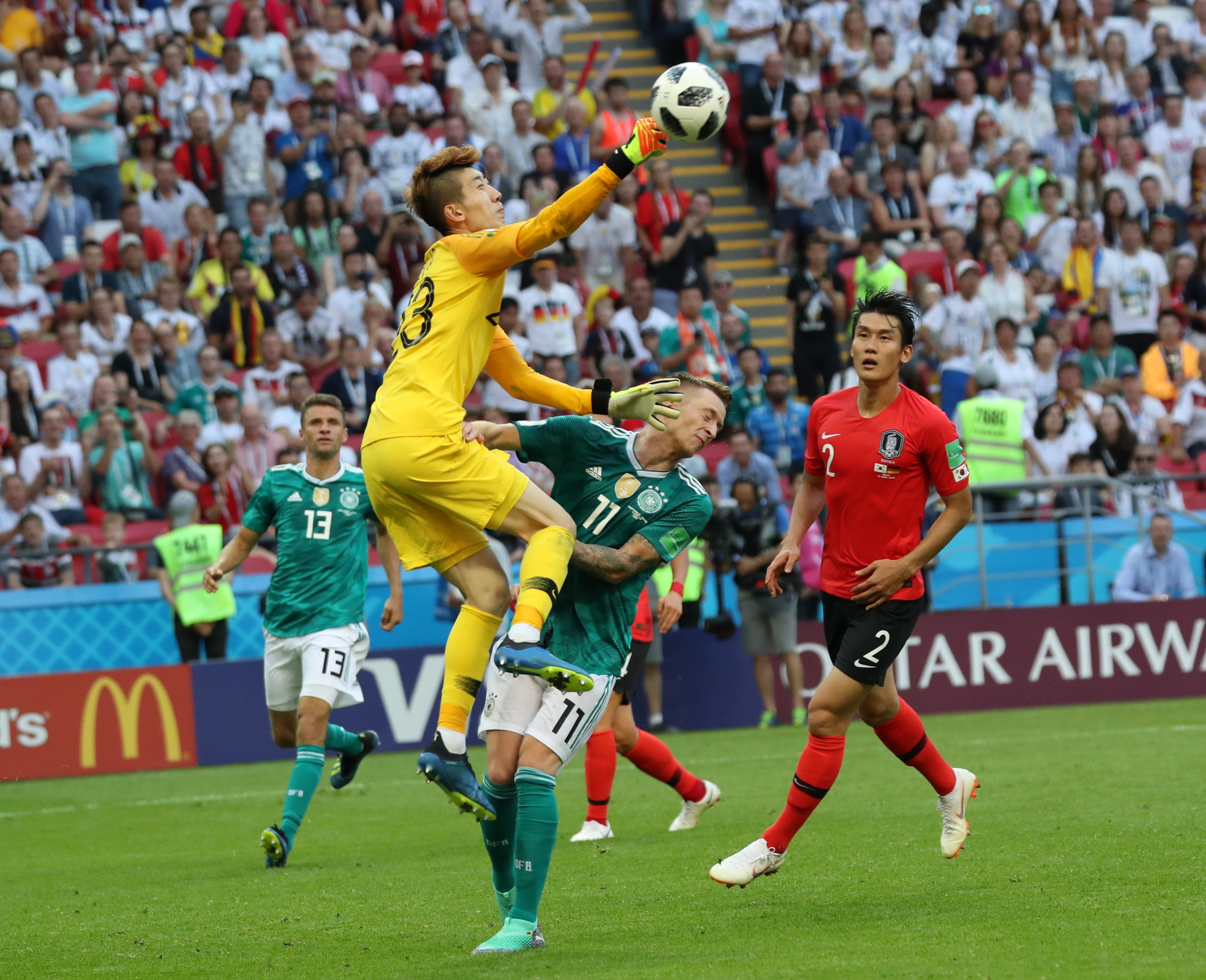
공을 막고 있는 골키퍼 조현우의 모습.

후반 추가시간 1분, 손흥민이 올린 코너킥이 공격에 가담하였던 대한민국의 중앙 수비수 윤영선을 지나 독일의 토니 크로스에게 갔고 토니 크로스는 동료 수비수인 니클라스 쥘레에게 백패스를 하였는데 이 볼이 그만 쥘레의 가랑이 사이를 지나가버리며 곧바로 골문 앞에 노마크 상태로 서 있던 대한민국의 김영권에게로 갔다. 볼을 받은 김영권은 침착하게 볼을 멈춰 세운 후 슈팅을 날려 선제골을 기록하였다. 그러나 부심은 오프사이드를 선언하며 득점을 인정하지 않았다. 이에 대한민국의 신태용 감독과 선수들은 오프사이드 판정에 항의하였고 결국 마크 가이거는 VAR 판독을 선언하였다. 판독 결과 토니 크로스의 백 패스가 윤영선 발을 맞지 않고 그대로 김영권에게 흘러들어갔다는 것이 확인되어 오프사이드가 아니라는 사실이 밝혀졌고 결국 대한민국의 득점으로 인정되어 판정이 번복되었다. 1 – 0으로 대한민국이 앞서가자 독일 선수들은 정신적으로 무력해진 모습을 보이기 시작하였다. 주심에게 남은 시간을 물었던 토마스 뮐러는 동료들에게 아직 6분이 남았다는 제스처를 취하며 아직 역전의 기회가 있다며 희망을 불어넣었지만 대한민국은 손흥민을 제외한 모든 선수가 전원 수비에 나서면서 독일의 득점 기회를 차단하였다.
추가 시간에 돌입한 상황에서 1골이 뒤지고 있게 된 독일은 골키퍼 마누엘 노이어까지 골문을 비우고 포지션을 스스로 윙어로 바꿔서 공격에 가담하였는데 이게 도리어 악수(惡手)가 되고 말았다. 마누엘 노이어는 이 상황에서 스스로의 포지션을 윙어로 변경해서 뛰었다고 한다. 추가시간 5분, 토니 크로스가 중원에서 전방으로 볼을 길게 띄웠고 이를 장신 공격수 마리오 고메스가 헤더로 떨구었는데 세컨볼을 이재성과 정우영이 고메스 주위로 밀착하여 고메스가 볼을 잡지 못하게 하였고 정우영이 전방의 손흥민을 향해 패스를 넣었다. 그러나 볼은 독일 진영에 그대로 남아서 수비를 전담하던 니클라스 쥘레가 먼저 따냈고 쥘레는 토니 크로스에게 패스하였다. 크로스는 전방으로 다시 볼을 띄웠고 볼은 마리오 고메스의 머리를 맞고 대한민국의 페널티박스로 흘렀다. 마르코 로이스가 세컨볼을 따내려고 쇄도하였으나 이용이 로이스가 볼을 잡지 못하도록 붙었고 골키퍼 조현우가 오른 주먹으로 쳐내면서 볼은 터치 라인 바깥으로 나갔다.
이어진 스로인 찬스에서 율리안 브란트가 공격에 가담한 골키퍼 마누엘 노이어에게 볼을 건넸는데 노이어가 볼을 잡는 사이 주세종이 볼을 가로채서 전방의 손흥민에게 로빙 패스를 넣었고 손흥민은 하프 라인부터 엔드 라인까지 50m나 되는 거리를 단 5.5초 만에 주파하며 독일의 빈 골문에 그대로 골을 넣었다. 주세종은 마누엘 노이어가 골키퍼이기 때문에 드리블 능력은 별로 좋지 않을 것이라 판단해서 공을 빼앗았다고 하였다. 당시 손흥민 앞에는 니클라스 쥘레 단 1명만 있었지만 주세종의 패스가 온 시점에서 손흥민은 하프 라인 아래에 있었기 때문에 오프사이드가 아니었고 그대로 대한민국의 득점으로 인정되었다. 오프사이드는 하프라인을 통과해야 적용된다. 손흥민은 아무도 없는 독일 진영을 혼자 달려가서 아무도 없는 빈 골대에 골을 넣었다.

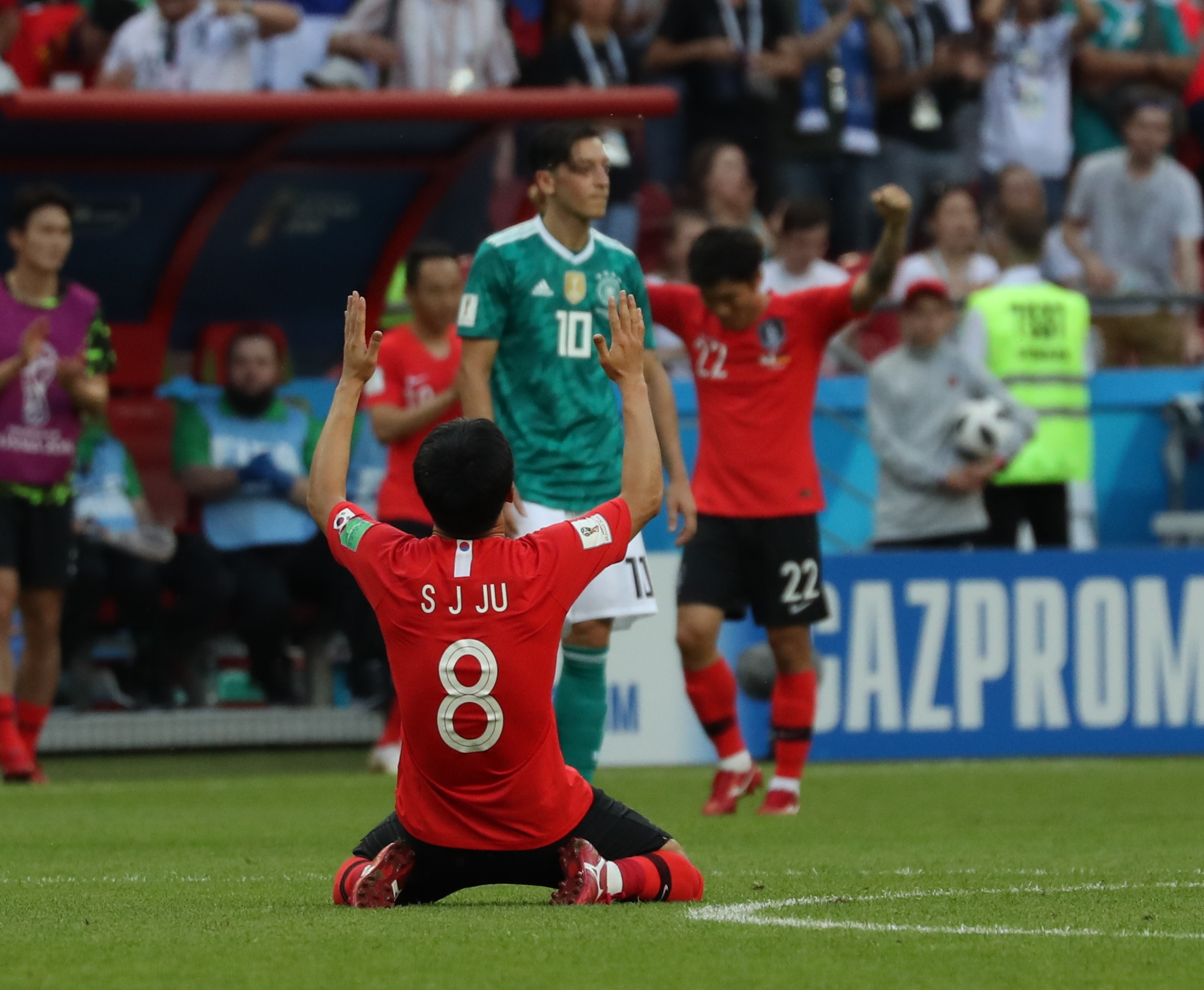
경기 종료 후 감격하는 주세종의 모습

그리고 추가 시간 7분, 한국 진영의 페널티박스 외곽 정면에서 율리안 브란트가 결정적인 득점 기회를 잡아 회심의 중거리 슛을 날렸으나 이 슛 역시 조현우 골키퍼의 선방에 막혔다. 추가시간 8분에 메수트 외질이 우측에서 중앙의 토니 크로스에게 패스를 했고 크로스는 곧바로 전방으로 공을 띄웠다. 그 볼은 이용이 헤더로 잘라냈으나 문전에 있던 마츠 후멜스의 발 앞에 굴러갔고 후멜스가 왼발 슛을 시도했으나 장현수가 태클로 저지한 덕에 골문 밖으로 벗어났다. 뒤이은 코너킥 찬스에서 토마스 뮐러가 문전으로 볼을 띄웠으나 너무 길게 날아가며 페널티박스 우측 외곽으로 나갔고 그 볼을 티모 베르너가 헤더로 따내 문전으로 다시 붙였다. 그러나 고요한이 다시 헤더로 걷어냈고 베르너는 다시 그 볼을 받아 문전으로 크로스를 올렸다. 그 크로스는 정우영이 차단을 했으나 볼이 높이 솟았고 그 볼을 골키퍼 조현우가 펀칭으로 다시 문전 밖으로 걷어냈다. 그 볼은 토니 크로스가 받았고 페널티 에어리어 좌측 외곽에 있던 토마스 뮐러에게 패스했다. 그리고 토마스 뮐러는 문전으로 볼을 띄웠고 그 볼을 마츠 후멜스가 헤더로 연결했으나 역시 골문 위를 벗어나고 말았다.
이렇게 마츠 후멜스가 마지막 득점 기회에서 득점에 실패하였고 후반 추가시간 9분, 조현우의 골킥과 동시에 마크 가이거 주심의 경기 종료 휘슬이 울리며 대한민국의 2 – 0 승리로 경기가 끝났다. 이로서 대한민국은 역대 월드컵 본선에서 독일을 상대로 승리를 거둔 최초의 아시아팀이라는 타이틀을 거머쥐었다. 하지만 같은 시각 예카테린부르크에서 경기를 하던 스웨덴이 멕시코를 상대로 3 – 0 승리를 거두면서 조 3위·최종 19위로 대회를 마무리했다.

### 상세 정보
| 대한민국                    | 2 – 0  | 독일 |
| --------------------------- | ------ | ---- |
| 김영권 90+3′ · 손흥민 90+6′ | 리포트 |      |

| 대한민국 · (골키퍼) | 대한민국 · (홈) | 독일 · (원정) | 독일 · (골키퍼) |

| GK         | 23 | 조현우        |     |      |     |
| RB         | 2  | 이용          |     |      |     |
| CB         | 5  | 윤영선        |     |      |     |
| CB         | 19 | 김영권        |     |      |     |
| LB         | 14 | 홍철          |     |      |     |
| RM         | 17 | 이재성        | 23′ |      |     |
| CM         | 15 | 정우영        | 9′  |      |     |
| CM         | 20 | 장현수        |     |      |     |
| LM         | 18 | 문선민        | 48′ | 69′  |     |
| CF         | 13 | 구자철        |     | 56′  |     |
| CF         | 7  | 손흥민 (주장) | 65′ |      |     |
| 교체 선수: |    |               |     |      |     |
| FW         | 11 | 황희찬        |     | 56′  | 79′ |
| MF         | 8  | 주세종        |     | 69′  |     |
| DF         | 22 | 고요한        |     | 79′  |     |
| 기타:      |    |               |     |      |     |
| DF         | 6  | 박주호        |     | 부상 |     |
| MF         | 16 | 기성용        |     | 부상 |     |
| 감독:      |    |               |     |      |     |
| 신태용     |    |               |     |      |     |

| GK          | 1  | 마누엘 노이어 (주장) |  |           |
| RB          | 18 | 요주아 키미히        |  |           |
| CB          | 5  | 마츠 후멜스          |  |           |
| CB          | 15 | 니클라스 쥘레        |  |           |
| LB          | 3  | 요나스 헥토어        |  | 78′       |
| CM          | 6  | 사미 케디라          |  | 58′       |
| CM          | 8  | 토니 크로스          |  |           |
| RW          | 14 | 레온 고레츠카        |  | 63′       |
| AM          | 10 | 메수트 외질          |  |           |
| LW          | 11 | 마르코 로이스        |  |           |
| CF          | 9  | 티모 베르너          |  |           |
| 교체 선수:  |    |                      |  |           |
| FW          | 23 | 마리오 고메스        |  | 58′       |
| FW          | 13 | 토마스 뮐러          |  | 63′       |
| MF          | 20 | 율리안 브란트        |  | 78′       |
| 기타:       |    |                      |  |           |
| DF          | 17 | 제롬 보아텡          |  | 출장 정지 |
| MF          | 19 | 제바스티안 루디      |  | 부상      |
| 감독:       |    |                      |  |           |
| 요아힘 뢰프 |    |                      |  |           |

| 최우수 선수: 조현우 (대한민국) 부심: 조 플레처 (캐나다) 프랭크 앤더슨 (미국) 대기심: 훌리오 바스쿠냔 (칠레) 후보 대기심: 크리스티안 시에만 (칠레) 비디오 판독심: 다니 마켈리 (네덜란드) 보조 비디오 판독심: 티아구 마르팅스 (포르투갈) 코리 로크웰 (미국) 아르투르 소아르스 디아스 (포르투갈) |

### 통계
| 통계        | 대한민국 | 독일  |
| ----------- | -------- | ----- |
| 득점        | 2        | 0     |
| 슛          | 11       | 26    |
| 유효슛      | 5        | 6     |
| 점유율      | 30%      | 70%   |
| 패스 횟수   | 237      | 719   |
| 패스 성공률 | 74%      | 88%   |
| 활동량      | 118km    | 115km |
| 코너킥      | 3        | 9     |
| 반칙        | 16       | 7     |
| 오프사이드  | 0        | 1     |
| 경고        | 4        | 0     |
| 퇴장        | 0        | 0     |

## 기록
이 경기는 승자인 대한민국 축구 국가대표팀에게는 영광스러운 기록이 반대로 패자인 독일 축구 국가대표팀에는 치욕스러운 기록들이 다양하게 수립된 경기였다. 독일 입장에서 이 경기는 4년 전 2014년 FIFA 월드컵에서 자신들이 미네이랑의 비극이라는 치욕을 겪게 해주었던 브라질 축구 국가대표팀보다 그 이상의 수모를 당하게 되었다고 봐도 과언이 아니다. 그래서인지 독일에서는 이 경기를 카잔의 치욕 또는 카잔 참사라고 부른다. 그만큼 독일 입장에서 이 경기는 그야말로 자국 축구 역사상 최악의 경기였다고 봐야 된다. 반면, 독일을 제외한 다른 나라 입장에서는 그야말로 세계 축구 역사에 한 획을 그을 대이변으로 기록된 경기였다. 실제로 영국의 일간지 데일리 메일에서는 이 대한민국 대 독일의 경기를 월드컵 역대 이변 중 2위에 선정하였을 정도였다. 대한민국에서는 불가능하다고 믿었던 승리를 일궈냈기 때문에 카잔의 기적 또는 카잔 대첩이라고 부른다.
먼저 승자인 대한민국 축구 국가대표팀이 이 경기를 통해 수립한 기록은 다음과 같다.
- 월드컵 본선에서 아시아 팀 최초로
  - 독일 축구 국가대표팀을 상대로 승리한 팀[주 4]
  - 독일 축구 국가대표팀을 상대로 무실점을 기록한 팀
  - 톱시드 팀을 상대로 승리한 팀[주 5]
  - 전 대회 우승팀을 상대로 승리한 팀
  - 대회 당시 피파랭킹 1위 팀을 상대로 승리한 팀

- A매치 사상 최초로
  - 세계 최초로 독일 축구 국가대표팀을 상대로 2경기 연속 2점 차 승리
  - 아시아 팀 최초 독일 축구 국가대표팀을 상대로 무실점 승리
  - 아시아 팀 최초 전 대회 우승팀을 상대로 승리

그 밖에도 대한민국은 월드컵 역사 상 피파 랭킹 1위 팀을 상대로 승리한 팀 중 가장 피파 랭킹이 낮은 팀(57위)이라는 기록도 세웠다. 종전까지는 2002년 FIFA 월드컵 당시 피파 랭킹 1위 프랑스 축구 국가대표팀을 1 – 0으로 꺾었던 세네갈 축구 국가대표팀(당시 42위)이었다. 그리고 1990년 이후 독일이 통일된 이후로 출범한 독일 축구 국가대표팀을 상대로 월드컵에서 역대 4번째로 2점 차 이상 승리를 거둔 팀으로도 기록되었다. 또 대한민국이 원정 대회에서 처음으로 조별리그 3차전에서 기록한 승리임과 동시에 유럽에서 치른 대회에서 처음으로 유럽 팀을 상대로 승리한 경기이기도 하다. 또 대한민국이 출전한 역대 월드컵 중에서 최소 실점(3실점)을 기록한 대회이며 조별리그에서 탈락한 대회 중에서 유일하게 골 득실이 마이너스가 아닌 대회가 되었다.
반면 패자인 독일 축구 국가대표팀이 이 경기를 통해 수립한 기록은 다음과 같다.
- 월드컵 본선에서 최초로
  - 조별리그 탈락
  - 아시아 팀을 상대로 패배
  - 아시아 팀을 상대로 무득점
  - 아시아 팀을 상대로 조별리그에서 패배한 톱시드 팀
  - 아시아 팀을 상대로 패배한 직전대회 우승팀
  - 아시아 팀을 상대로 패배한 피파 랭킹 1위 팀

- A매치 사상 최초로
  - 아시아 팀 상대 무득점 패배
  - 동일한 팀에게 2경기 연속 2점 차 패배
  - 아시아 팀에게 패배한 직전 월드컵 우승팀

그 밖에도 월드컵 역사상 피파 랭킹 50위 밖의 팀에게 패배한 최초의 피파 랭킹 1위 팀이라는 불명예도 남기게 되었다. 또 이번 경기는 1966년 FIFA 월드컵 때 조선민주주의인민공화국이 이탈리아를 상대로 1 – 0 승리를 거둔 이후 무려 52년 만에 아시아 팀이 유럽에서 개최된 대회에서 유럽 팀을 상대로 승리한 경기이기도 하다. 그리고 그 밖에 신태용 감독 개인으로선 독일 축구 국가대표팀을 상대로 최초로 승리를 거둔 아시아 국가 국적의 감독이란 타이틀을 갖게 되었다. 독일 입장에서는 그야말로 이 경기 하나로 인하여 온갖 불명예스러운 기록을 잔뜩 세우고 만 것이다.
또한 두 번째 골을 넣은 손흥민에게는 희한한 기록이 하나 생겼다.
- FIFA 월드컵 사상 최초로
  - 골키퍼 포함 완벽하게 아무도 없는 상대 진영에서 골을 넣은 선수

## 심판 판정
이 경기의 주심을 맡은 마크 가이거는 경기 내내 노골적으로 독일에 유리하다 싶을 정도의 편파적인 판정을 보였다. 그 대표적인 사례들을 찾아보면 후반 15분에 있었던 대한민국의 홍철과 독일의 티모 베르너의 경합 장면을 꼽을 수 있다. 티모 베르너가 돌파를 시도하였지만 스피드가 빨랐던 홍철이 곧바로 베르너를 따라잡아 볼을 탈취하는 듯하였으나 베르너가 홍철을 대놓고 떠밀었다. 그런데도 마크 가이거는 파울을 선언하지 않았고 곧바로 대한민국 수비진이 뚫리며 독일에 위협적인 슈팅을 허용하고 말았다. 실점하지 않았으니 망정이지 잘못 하였으면 멕시코와의 경기에서처럼 또 억울하게 1점을 헌납할 뻔한 상황이었다. 뒤이어 후반 21분, 손흥민이 요나스 헥토르와 마르코 로이스 사이를 파고들며 페널티 박스 돌파를 시도할 때 마르코 로이스와의 몸싸움에 부딪히며 넘어졌는데 마크 가이거는 도리어 손흥민의 시뮬레이트 액션을 선언하며 옐로 카드까지 주었다. 이것은 정말 말도 안 되는 판정인데 손흥민은 상대 수비수와 접촉도 없이 혼자 넘어진 것이 아니라 몸싸움 과정에서 넘어졌고 또 넘어졌다고 해서 페널티 킥이나 프리킥 어필을 하지도 않았다. 그런데도 경고를 준 것이다. 이 때문에 대한민국 선수들은 경기 종료 때까지 적극적으로 독일 선수들을 상대로 돌파를 하지 못하게 되었다.
그리고 후반 추가시간 1분, 김영권의 득점 장면에서도 주심 마크 가이거는 편파적인 입장을 고수하였다. 거리가 멀리 떨어져 있었던 부심 입장에서는 혼전 상황이라 제대로 못 볼 수도 있었기에 어느 정도 정상 참작의 여지가 있었다. 일단 축구에서 오프사이드 룰이란 "우리 편 공격수가 상대 진영에서 패스를 받을 때 그 위치가 상대 편 골키퍼를 포함한 2번째 수비수보다 앞에 있을 때"를 오프사이드로 규정한다. 그런데 김영권의 위치는 일단 당시 독일의 2번째 수비수였던 마리오 고메스보다 앞에 있었기에 위치 상으로는 오프사이드가 맞긴 하다. 만일, 손흥민의 코너킥을 공격에 가담하였던 윤영선이 받아 김영권에게 패스하였다면 김영권의 골은 오프사이드이기에 득점이 무효가 되는 게 맞다. 부심 입장에서는 당시에 대한민국 선수와 독일 선수들이 문전에서 복잡하게 뒤엉켜 있었기에 제대로 못 보고 오프사이드를 선언할 수도 있다. 그런데 오프사이드가 아니었던 이유는 독일의 토니 크로스가 백패스를 한 공이 윤영선의 발을 스치지 않고 김영권에게 흘러갔으므로 상대 실수로 인한 볼을 김영권이 획득한 것이기 때문에 오프사이드가 아닌 것이다. 그럼에도 불구하고 주심인 마크 가이거는 그 당시 분명히 페널티 에어리어에 있었고 이를 분명히 보고 있었는데도 부심의 판정에 아무런 이의 제기 없이 그대로 오프사이드를 선언해 대한민국의 득점을 취소시켰고 대한민국 선수들의 항의와 VAR 판독관의 판독 요청에 따라 마지못해 VAR 판독을 하였고 그런 다음에야 판정을 번복하여 겨우 대한민국의 득점을 인정하였다.
또 후반 추가시간 6분, 손흥민의 추가골 장면 역시 보는 사람에 따라 편파 판정이 있었다고 지적하기도 한다. VAR 판독을 할 필요가 없는데 VAR 판독을 하였다는 것이 그 근거로 어떻게든 대한민국의 득점을 취소시키려고 수 쓰는 게 아니냐는 것이다. 하지만 이 경우는 VAR을 쓰는 게 맞다는 의견도 있다. 앞서 말하였듯이 오프사이드 룰은 "우리 편 공격수가 상대 진영에서 패스를 받을 때 그 위치가 상대 편 골키퍼를 포함한 2번째 수비수보다 앞에 있을 때" 오프사이드라고 명시하고 있다. 그런데도 오프사이드가 아닌 이유는 당시 니클라스 쥘레 1명만이 손흥민보다 앞에 있었지만 손흥민이 하프 라인 아래의 우리 진영에 있었기 때문이다. 패스가 간 시점에서 우리 편 공격수가 하프 라인 아래 우리 진영에 있을 경우엔 상대 진영에 단 1명의 선수도 없어도 오프사이드 룰이 적용되지 않는다. 다시 말해 주세종의 패스가 간 시점에서 손흥민이 하프 라인을 넘었느냐 안 넘었느냐에 따라 오프사이드냐 아니냐 여부가 결정되기에 꼭 확인해 볼 필요가 있었다는 것이다. 오프사이드 룰에 하프라인을 넘지 않으면 예외로 두는 이유는, 그것까지 오프사이드 판정을 내릴 경우 약체팀들이 죄다 상대편 진영 끝부분에 달라붙어서 경기시간 90분 전체를 낭비하는 방법으로 0-0 비기기 작전을 시도해 공짜로 승점 1점을 획득하기 때문이다. 이렇게 되면 조별리그 6경기가 전부 0-0으로 비겨 16강 진출팀을 선발하는 게 불가능하게 된다.
FIFA에서는 이 경기의 심판을 잘못 배정하였다. 마크 가이거는 독일계 미국인으로 사실상 절반은 독일인인 사람이다. 당연히 편파판정이 나올 수밖에 없다.

## 대한민국의 승리 요인
종합적으로, 이 경기에서 대한민국 대표팀을 맡은 신태용 감독은 두 차례 패배 끝에 전술 변화를 시도해 팀을 승리로 이끌 수 있었는데, 이것이 신태용과 홍명보의 차이였다.

### 탄탄한 수비와 수문장 조현우
신태용 감독은 이 경기에서 수비 라인을 교체하는 강수를 뒀다. 멕시코전에서 기성용이 부상으로 빠지자 스웨덴전과 멕시코전에서 연달아 부진한 플레이를 자주 보였던 센터백 장현수를 수비형 미드필더로 올리고 대신 윤영선을 기용해 김영권과 짝을 이루도록 하였다. 윤영선은 월드컵 무대 데뷔전임에도 불구하고 세계적인 스타 플레이어들이 즐비한 독일을 상대로 전혀 주눅들지 않는 모습을 보이며 훌륭하게 경기를 소화하였다. 경기 내내 김영권-윤영선 센터백 듀오는 커맨더와 파이터라는 철저한 역할 분담으로 압박 수비를 효율적으로 펼쳐 독일의 최전방 공격수 티모 베르너를 완전히 지워버렸다. 김영권과 윤영선 센터백 듀오의 압박에 티모 베르너는 이렇다 할 위협적인 장면을 전혀 만들지 못하였고, 오히려 센터백인 마츠 후멜스가 베르너보다 더 위협적인 장면을 많이 만들었다.
수비형 미드필더로 올라간 장현수는 이 날 경기에서도 몇 번의 잔실수를 하였지만 후방의 김영권-윤영선 센터백 듀오가 굳건히 버틴데다 정우영과 문선민, 전방의 구자철까지 수비 역할을 나눠 받아 서로의 실수를 잘 메워주었기에 큰 위기는 없었다. 이 4명이 효과적으로 압박한 덕분에 독일 공격의 물꼬를 트는 플레이메이커 메수트 외질을 묶어버릴 수 있었다. 그 결과 외질은 대한민국의 중앙 라인을 뚫지 못하고 계속 측면을 겉돌았다. 뢰프 감독은 외질이 압박에 취약한 선수라는 점 때문에 사미 케디라를 투입해 외질이 받는 압박을 제거하려 하였으나 케디라 역시 정우영과 문선민의 압박에 무너지며 결국 교체아웃되고 말았다. 갈수록 조급해진 독일은 수비진의 숫자를 줄이고 공격진의 숫자를 늘렸는데 신태용 감독은 구자철을 대신해 투입하였던 황희찬을 다시 빼고 수비수 고요한을 투입하며 수비수를 더 늘리는 것으로 대응하였다. 그 결과 손흥민만 공격을 맡고 나머지는 전부 수비에 전념하게 되었다. 또 역시 앞선 2경기에서 여러 가지 실책을 범하였던 좌측 풀백 김민우 대신 홍철이 들어갔다. 홍철은 독일의 공격진을 효율적으로 봉쇄함과 더불어 특유의 준족으로 손흥민의 공격을 도왔다. 특히 독일의 우측 윙어 레온 고레츠카가 주력으로 돌파를 시도할 때마다 홍철은 고레츠카보다 더 빠른 스피드로 달려들어 고레츠카의 돌파를 분쇄하였다. 대표팀의 맏형인 우측 풀백 이용 역시 몸을 사리지 않는 육탄 방어와 활발한 오버래핑으로 공격을 도왔고 독일의 좌측 윙어 마르코 로이스를 효율적으로 봉쇄하였다.
그리고 이런 수비진 뒤에는 수문장 조현우가 버티고 있었다. 조현우는 독일의 결정적인 슈팅을 무려 9차례나 선방하며 수비진들에게 힘을 불어넣었다. 특히 후반 3분, 레온 고레츠카의 결정적인 헤더슛을 선방한 게 대표적이었다. 고레츠카의 헤더가 정확히 골문으로 향하고 있었기에 꼼짝없이 실점으로 이어지는 줄 알았으나 조현우가 뛰어난 반사신경으로 쳐내며 실점 위기에서 팀을 구해냈다. 조현우의 신들린 선방에 독일 관중들이 당황해하는 장면이 여러 차례 나올 정도로 독일의 애간장을 태웠다. 이렇게 수비진의 탄탄한 압박과 골키퍼의 맹활약이 더해지며 강력한 우승 후보이자 전 대회 우승팀인 독일을 상대로 클린시트를 기록할 수 있었다.

### 스피드와 활동량
이 날 경기에서 대한민국 선수들은 총 118km라는 엄청난 활동량을 기록해 115km에 그친 독일보다 더 높았다. 피지컬에서의 열세를 한 발 더 뛰는 수비로 커버하였던 것이다. 이렇게 많이 뛰는 수비로 독일 공격진을 괴롭히며 골을 내주지 않았다. 기본적으로 대한민국은 다른 월드컵 출전국들과 비교해볼 때 공격력이 약한 팀이라 선제 실점을 하면 역전하기가 어려웠으므로 아예 골을 내주지 않는 쪽으로 나섰고 그래서 한 발 더 뛰는 수비로 독일의 득점 기회를 원천 차단하였다.
그리고 빠른 스피드 역시 승리의 원동력이었다. 손흥민의 득점 장면이 바로 그 예다. 손흥민은 혼자 달리고 있던 게 아니라 독일 수비수 니클라스 쥘레와 경주하고 있었고, 또 오프사이드 트랩을 피하기 위해 하프 라인 아래 쪽에 대기하고 있었기에 쥘레보다 더 뒤쪽에서 출발해야 하였다. 만약 손흥민이 쥘레보다 속력이 느렸다면 쥘레에게 먼저 공을 뺏겨 스로인 찬스로 넘어가게 되고, 그 틈에 마누엘 노이어 골키퍼와 나머지 독일 선수들도 자기 진영에 복귀하게 되어 득점 기회를 날렸을 것이다. 또 이 때 손흥민은 이미 풀타임을 소화해 체력적으로도 지친 상태였다. 즉, 손흥민이 쥘레보다 스피드가 더 빨랐기 때문에 만들어낼 수 있었던 골인 셈이다. 이 때 손흥민이 기록한 속력은 32.83km/h로 웬만한 육상선수 수준의 속력이었다.
기본적으로 뢰프 감독 체제의 독일 대표팀은 스페인식 혹은 1970년대의 '람바 참바' 스타일과 같이 짧은 패스를 주고 받으며 점유율을 높이는 축구를 구사하는데 짧은 패스를 세밀하게 주고 받기 위해선 선수들 간의 간격을 좁게 유지해야 하고 자연스럽게 라인을 올릴 수밖에 없다. 하지만 이런 축구의 문제점은 볼을 계속 소유하고 있으면 위험하지 않지만 볼을 뺏기면 빠른 역습에 취약하다는 것이다. 그래서 대한민국은 스피드가 빠른 손흥민을 중심으로 역습을 전개하는 작전을 폈고 끝내 그 결실을 볼 수 있었다.

### 선수들의 투지
이탈리아 출신의 명장 아리고 사키는 이 경기를 관전한 후 "강점이 사라진 독일은 조별리그 탈락이 당연하였다. 승자인 대한민국은 독일만큼 경험이나 기량이 뛰어난 것은 아니었다. 하지만 가장 중요한 투지와 결정력에서는 승리할 자격이 충분하였다. 자동차도 다른 건 몰라도 기름이 없으면 안 간다."고 총평하였다. 즉, 자동차가 굴러가는데 꼭 필요한 것이 연료이듯이 축구에서 가장 중요한 것은 투지와 결정력인데 이 두 가지에서 대한민국이 독일보다 더 앞섰다는 것이 아리고 사키의 평이다. 이 날 경기에서 대한민국 선수들의 투지와 조직력은 독일보다 더 높았다. 손흥민과 함께 투 톱을 뛰던 구자철은 공격보다는 전방 압박을 하며 교체아웃될 때까지 7.5km를 뛰며 양 팀을 통틀어 가장 많은 활동량을 기록하였다. 최전방 공격수조차 골에 욕심을 부리기보다는 상대 선수들을 압박하며 승리를 도왔던 것이다. 그 밖에도 미드필더 라인에 있던 정우영과 문선민, 장현수도 왕성한 활동량으로 독일의 중원 라인인 사미 케디라와 메수트 외질을 강하게 압박하였다.
선수들의 이름값은 분명히 대한민국 선수들보다 독일 선수들이 더 높았다. 과거 선배 선수들은 이러한 것들 때문에 이유 없이 주눅이 들었다고 한다. 김어준의 블랙하우스에 출연한 하석주, 김병지, 최용수는 본인들이 1998년 FIFA 월드컵에 출전하였을 때 당시 네덜란드의 슈퍼스타 데니스 베르캄프와 맞대결을 하게 되었는데 TV로만 봤던 그 슈퍼스타 베르캄프를 직접 보게 되니 경외심이 생겨 경기를 시작하기 전부터 심리적으로 크게 주눅이 들었다고 한다. 당시 대한민국 선수들은 유럽 무대로 진출하는 경우가 적었고 그 때문에 월드컵 같은 국제대회 때가 아니면 세계적인 스타 선수들과 맞대결을 할 기회가 거의 없었기 때문이다. 그러나 세월이 흐르면서 대한민국 선수들의 유럽 무대 진출이 늘고 점점 세계적인 스타 선수들과의 대결도 잦아지면서 이전 선배 선수들이 느꼈던 경외심은 조금씩 줄어들었다. 이 경기에서도 세계 수위를 달리는 구단 중 하나인 바이에른 뮌헨 선수들이 주축이 된 독일 국가대표팀 선수들을 상대로도 90분 동안 분전하였고, 추가시간에 연달아 2골을 기록하며 승리를 거둘 수 있었다.

## 독일의 패인

### 극도의 자만심
독일이 이번 월드컵 조별리그에서 떨어지게 된 가장 큰 원인은 바로 극도의 자만심이었다. 이번 월드컵에서 독일은 상대를 존중하는 모습 없이 매우 교만하였다. 이미 2014년 FIFA 월드컵에서 우승 후, 귀국 행사에서 남미를 조롱하는 퍼포먼스를 취해 논란을 일으킨 적이 있고, 이번 대회 지역예선에서부터도 벌써 그런 모습을 보였다. 2016년 11월, 러시아 월드컵 지역예선에서 독일은 조 최약체 산마리노와 대결해 8 – 0으로 압승을 거두었다. 그런데 이 경기가 끝난 후 토마스 뮐러는 인터뷰에서 "산마리노와 같은 아마추어 팀과 경기를 하는 것이 프로팀에게 어떤 의미가 있는지 모르겠다. 세계 챔피언 독일을 상대한 아마추어 같은 산마리노에게는 기념비적인 날이 될 것이다. 이런 경기들은 불필요하다. 부상 위험에 선수들을 노출시키는 것일 뿐이다. 바쁜 일정 속에 이런 경기를 하는 것은 이해할 수가 없다."라는 말을 하며 상대 팀에 대한 예절을 전혀 지키지 않은 거만한 태도를 보였다. 물론 산마리노는 대개 본업이 따로 있고 부업으로 축구선수를 뛰는 아마추어 선수들로 이루어진 약체 팀인 것은 맞는 말이지만, 친선경기도 아니고 엄연히 FIFA가 주관하는 월드컵 예선의 공식 인터뷰에서 그들도 엄연히 한 국가를 위해 최선을 다 한 선수들임에도 불구하고 그들을 전혀 배려하지 않는 인터뷰는 부적절하였다는 지적이 있다. 게다가 독일 축구계 상부의 태도 역시 문제가 상당히 많았는데, 요아힘 뢰프 감독도 "아마추어들로 구성된 산마리노는 다른 팀들과 비교할 수 없는 것이 사실이다. 뮐러의 말은 전혀 틀리지 않았다."고 두둔하였다. 뮐러의 소속팀인 바이에른 뮌헨의 구단주 카를하인츠 루메니게도 "뮐러의 말이 맞다. 산마리노를 프로라고 볼 수 없다."고 역시 두둔하였다. 아무리 독일과 산마리노의 전력 차이가 크고 산마리노 선수들이 부업으로 선수 활동을 하는 처지라고 해도 상대 팀에 대한 예절과 존중을 잃어버려서는 결코 안된다. 이에 당시 산마리노의 테오도로 론페르니니 관광체육부 장관이 뮐러의 망언에 대해 "독일은 월드 챔피언이지만 세상의 지배자는 아니다."는 일침을 가하였을 정도다. 이와 비슷한 예시로 4년 후의 월드컵에서는 우루과이의 대표 공격수 루이스 수아레스가 가나와의 최종전을 앞두고 사과할 의향이 있냐는 질문을 받았는데 "이런 사과는 불필요하다. 페널티킥을 놓친 건 가나인데 그거로 자신을 맹비난하는 건 이해할 수가 없다."라는 거만한 발언을 해서 가나에 대한 예절을 망각한 일이 있었고, 그 이후 우루과이가 조별리그에서 떨어지자 일부 선수들이 주심을 향한 항의와 욕설을 비롯해 VAR 모니터를 파손시키는 일종의 행패도 서슴지 않았으며, 특히 수비수 호세 히메네스는 심판들은 모두 도둑놈이다라고 욕설을 해댔고, 공격수 에딘손 카바니도 자신을 비롯한 일부 선수들의 징계가 확정되자 자신을 징계한다면, 주심은 감옥에 가야 한다고 두둔하면서 적반하장 격인 태도를 보이기도 하는 등 여전히 반성조차 안하고 마구 악을 썼다. 
이와 대비되는 예시가 바로 스페인 축구 국가대표팀 공격수였던 페르난도 토레스다. 2013년 FIFA 컨페더레이션스컵에서 스페인은 타히티 축구 국가대표팀과 한 조에 속하였다. 전력 차이가 워낙 컸다 보니 예상대로 스페인이 타히티를 10 – 0으로 가볍게 대파하였다. 그러나 토레스는 위의 뮐러와는 다르게 "나는 타히티의 팬이 되었다."고 말하며 "단순히 우리가 경기를 이겼기 때문이 아니라 타히티 대표팀이 지고 있음에도 불구하고 경기가 끝날 때까지 미소를 잃지 않는 모습이 정말 좋았다. 다른 팀들이 타히티를 보고 배워야 한다."며 10골 차로 지고 있어도 끝까지 최선을 다하는 타히티 선수들을 존중하고 배려하는 모습을 보였다. 이 당시 스페인은 2010년 FIFA 월드컵 챔피언으로 세계 최강의 반열에 있던 팀이었고, 반대로 타히티는 오세아니아의 소국이자 최약체 팀이었다. 하지만 토레스는 그런 타히티 선수들도 자신의 국가와 국민을 대표해 최선을 다해 뛰었다는 걸 알기에 존중하고 배려하는 모습을 보인 것이다. 또한 당시 스페인 대표팀 감독이었던 비센테 델 보스케 역시 "타히티는 페어플레이가 뭔지 잘 보여줬다."라면서 "그들은 기회가 생길 때마다 전진했다."고 칭찬했다. 그는 이어서 "이 경기는 축구를 훼손하지도 않았고 도리어 건강하게 만들었다."고 긍정적으로 평가했으며, 델 보스케의 이 인터뷰는 FIFA에 의해 '오늘의 말'로도 선정되었다.
본선에서도 독일의 이런 거만함은 이어졌는데, 조 추첨 직후 최약체로 지목된 대한민국 따위는 당연히 가볍게 이길 수 있는 팀으로나 생각하였던 모양인지 분석을 매우 게을리하였다. 같은 조에 속하였던 멕시코의 경우 교수님이란 별명이 있을 정도로 상대를 철저히 연구하고 분석하기로 유명한 후안 카를로스 오소리오 감독 본인의 성향답게 조 최약체로 지목된 대한민국에 대한 분석도 전혀 게을리 하지 않았고 오히려 공개 훈련 내내 오소리오 감독이 선수들에게 직접 대한민국전 필승 해법을 열렬히 강의할 정도로 분석과 연구를 철저히 하였다. 심지어 오소리오 감독은 대한민국 전력 분석을 위해 16년 전 대한민국 축구 국가대표팀을 지휘하였던 명장 거스 히딩크 감독까지 만나 대한민국에 대해 문의하였을 정도로 대한민국 분석에 상당히 공을 들였다고 한다. 스웨덴의 얀네 안데르손 감독 역시 대한민국의 경기에 관한 비디오만 1,300개나 봤다고 할 정도로 분석을 게을리하지 않았다.
그런데 독일의 요아힘 뢰프 감독과 독일 축구 연맹은 대한민국에 대해 어찌나 가볍게 여겼는지 그에 대한 분석에 몹시 소홀했다. 월드컵이 열리기 1년 전까지 3년여 간 대한민국 대표팀 감독을 역임하였던 사람은 바로 독일인인 울리 슈틸리케였는데, 비록 뛰어났던 현역 시절과 달리 지도자로써는 좋은 소리를 못 듣는 그지만, 그래도 독일 축구인들 중 슈틸리케만큼 대한민국 축구에 관한 정보와 지식이 풍부한 사람은 없는데도 이상하게 뢰프 감독은 슈틸리케에게 대한민국에 관한 그 어떤 정보도 문의할 시도를 하지 않았다고 한다. 또 멕시코 역시 한해 전 2017년 FIFA 컨페더레이션스컵에서 신예 선수들을 데리고도 4 – 1 대승을 거두었기에 역시 쉬운 팀으로 보였는지 멕시코를 분석하는데도 역시 매우 게을렀다. 게다가 독일에는 5년간 미국 축구 국가대표팀 감독을 역임하였기에 누구보다도 멕시코 축구에 대해 풍부한 지식과 정보를 갖고 있는 위르겐 클린스만이란 또다른 확실한 정보원도 있었음에도 불구하고 뢰프 감독은 클린스만으로부터도 멕시코에 관한 자료를 받아볼 생각도 안 하였다고 한다. 또 조 추첨식에 참석하였던 대한축구협회 관계자 중 1명이 공교롭게도 숙소로 돌아오는 버스 안에서 6개월 뒤 맞붙어야 할 뢰프 감독의 앞 좌석에 앉게 되었는데, 마침 이 사람은 독일어에 능통하였기 때문에 조심스럽게 뢰브 감독 이야기에 귀를 기울였다고 한다. 그런데 그 때 뢰프 감독은 스웨덴은 이렇게 준비하고, 멕시코는 저렇게 준비하라'고 주문하기만 하였고 코치가 대한민국에 대해 묻자 뢰브 감독은 '대한민국은 놔둬'라고 얘기하였다고 한다. 즉, 뢰프 감독은 조 최약체라고 생각한 대한민국은 분석을 굳이 열심히 하지 않아도 그냥 깔끔하게 이길 수 있을 것이라고 자만하였던 것이다.
물론 독일에서도 경계의 시각이 아주 없었던 것은 아니긴 하였다. 독일의 일간지 <빌트>는 대한민국과의 경기가 열리는 당일 아침에 "대한민국은 이미 우리를 두 번 괴롭혔다"는 헤드라인을 걸고 1994년 FIFA 월드컵 당시에 고전 끝에 3 – 2 신승을 거두었던 사실과 2002년 FIFA 월드컵 때에도 미하엘 발락의 결승골로 고전 끝에 1 – 0 신승을 거둔 사실을 상기시키며 대한민국과의 경기에서 방심해서는 안된다고 주장하였다. 그만큼 독일이 대한민국과 압도적인 전력 차에도 불구하고 고전 끝에 1점 차로 겨우 이겼기에 결코 준비를 소홀히 해선 안된다는 경계의 목소리였다.
또한 독일 대표팀 내부에서도 대한민국전에 대해 아주 경계의 시각이 없는 건 아니었다. 스웨덴과의 경기에서 극적인 동점골을 터뜨려 승리의 원동력이 되었던 마르코 로이스는 인터뷰에서 "우리는 토너먼트에 대해 생각하지 않는다. 우리는 우리의 가슴 앞에 대한민국을 품고 있다. 이것은 우리에게 다음 결승전이 될 것이다."고 말하며 대한민국과의 경기를 월드컵 결승전처럼 생각하고 들어갈 것임을 강조하였고 또 "대한민국은 날려버릴 수 있는 팀이 아니다. 독일 또한 ‘인내심’을 가져야 한다."며 대한민국에 대해 경계의 시선을 보이긴 하였다. 그러나 정작 경기 전 날에 티모 베르너와 함께 가진 인터뷰에서 한 말은 "손흥민만 막으면 이긴다."는 뻔한 내용의 반복에 불과했다. 그런데다 대한민국이 치렀던 평가전은 보지 않고 월드컵에서 치른 스웨덴전과 멕시코전 단 2경기만 모니터링을 하였고, 또 그 중에서도 스웨덴전을 집중적으로 봤다고 하였다.
하지만 스웨덴전은 신태용 감독이 변칙 전략으로 잘 쓰지 않았던 4-3-3 포메이션을 썼고, 멕시코전은 그 동안 신태용 감독이 주된 전술로 갈고 닦았던 4-4-2 포메이션을 썼고 당연히 내용도 더 좋았다. 그러므로 독일이 대한민국의 월드컵 경기 2경기만 보고 분석을 하더라도 중점적으로 봐야 할 경기는 당연히 주 전술인 4-4-2를 썼던 멕시코전이었다. 그러나 대한민국이 치렀던 평가전은 단 1경기도 분석을 하지 않았으니 4-3-3이 주 전술인지 4-4-2가 주 전술인지는 당연히 알 리가 없고 결국 준비 부족을 명백히 드러냈다. 또 독일이 스웨덴전이라도 제대로 보고 분석을 했는지도 심히 의문스러웠다. 대한민국이 스웨덴과의 경기에서 0 – 1 석패를 했는데 패배를 초래한 장본인은 바로 센터백 장현수였다. 안드레아스 그랑크비스트의 페널티킥 결승골이 터지게 된 원인을 제공한 사람이 바로 볼 처리 미스를 범하여 박주호를 다치게 했던 장현수였기 때문이다. 스웨덴과의 경기라도 제대로 분석을 했다면 장현수가 대한민국 대표팀 수비진의 최대 구멍이라는 것을 알아차렸을 것이고 장현수를 집중적으로 노렸어야 했다. 실제로 앞선 경기에서 멕시코는 장현수를 집요하게 파고 들었고 그 결과는 대성공이었다. 전반 26분, 멕시코의 선제골도 장현수의 핸드볼 파울에서 비롯된 것이었고 후반전 치차리토의 추가골 역시 장현수의 슬라이딩 태클 미스에서 비롯된 것이었기 때문이다. 이렇게 멕시코는 철저하게 대한민국의 약점을 분석하였고 그 분석한 결과를 대성공으로 도출해냈다. 그러나 독일은 장현수를 집요하게 공략하는 모습을 전혀 보여주지 않았다. 물론 이 날 경기에서 장현수는 이전 2경기와 달리 센터백이 아닌 수비형 미드필더로 올라간 상태였고 그가 같은 실수를 또 다시 반복할지는 알 수 없긴 하지만 최소한 월드컵 2경기를 보고 분석을 했다면 되든 안 되든 이전 2경기에서 대한민국 대표팀 선수들 중 가장 부진했던 장현수를 집요하게 물고 늘어지는 모습이라도 보였어야 했다. 그런데도 그런 모습을 보이지 않았다는 건 결국 대한민국의 월드컵 2경기도 그리 세밀하게 분석을 하지 않았다고 볼 수밖에 없다.
뢰프 감독은 경기 종료 직후 인터뷰를 통해 충분한 분석을 통해 대한민국이 어떤 플레이를 할지 알고 있었으며, 특히 발빠른 선수를 중심으로 한 역습에 나설 것을 예상하였으나 막지 못하였다고 하였는데 약팀이 강팀을 상대할 때엔 두 줄 형태의 타이트한 압박 수비로 버틴 뒤 발빠른 선수들을 중심으로 역습을 노리는 건 누구나 다 아는 사실이다. 겨우 이 정도를 가지고 충분한 분석을 하였다고 하는 건 대한민국에 대한 분석을 게을리하였다는 여론의 질타를 피하기 위해 내세운 변명에 불과하다. 더군다나 역대 전적에서 독일은 대한민국과의 압도적인 전력 차에도 불구하고 단 1번도 2점 차 이상의 압승을 거둔 적이 없었다. 이러한 역사적 사실과 또 본래 변수가 많은 스포츠로 유명한 축구의 특성 상 아무리 대한민국이 약팀이라고 하더라도 그에 대한 대비와 분석을 게을리하지 말았어야 했다. 그런데도 독일은 대한민국에 대한 분석을 매우 게을리하였고 스웨덴과의 2차전 경기가 끝난 다음에야 본격적으로 대한민국 전력 분석에 들어갔다. 결국 대한민국에 대한 대비가 전무하다시피하여 이렇게 0 – 2로 패배하고 만 것이다.
2002년 FIFA 월드컵 당시 대한민국 축구 국가대표팀 감독을 역임하였던 거스 히딩크는 미국의 폭스 스포츠 채널에 출연하여 "독일은 그들이 항상 생명줄을 들고 있다고 생각하는데, 그것이 그들을 안주하게 만들었다. 독일은 오만하였다. 그리고 대한민국에 벌을 받았다."고 독일을 비판하였다. 1994년 FIFA 월드컵과 1998년 FIFA 월드컵에 독일 대표팀을 이끌었던 베르티 포크츠 전 감독 또한 "독일 축구협회가 멕시코와 대한민국에 대해 제대로 된 분석을 하였는지조차 의문스럽다. 전 미국 축구대표팀 감독이었던 위르겐 클린스만은 멕시코 경기를 최소 20번은 본 전문가임에도 불구하고 독일축구협회는 클린스만과 어떠한 접촉도 하지 않았다. 또 대한민국은 얼마 전까지 독일인인 울리 슈틸리케가 감독이었음에도 불구하고 그에게 연락 한 번 하지 않았다. 오로지 스카우트 한 두 사람 보내서 한 두 경기 보고 오게 한 게 전부였다."며 독일의 준비 부족 및 분석 부족을 강하게 비판하였다. 위르겐 클린스만 前 독일 대표팀 감독 또한 "독일은 배가 고프지 않은 듯하다. (우승을 향한) 선수들의 의지가 예전 같지 않다. 4년 후에도 똑같은 승리를 하는 것은 언제나 어렵다. 하지만 조별예선 3경기의 결과가 선수들의 준비 상태를 분명하게 보여준다. 선수들은 충분히 뛰어나지 않았다. 극도로 실망스럽다. 독일 국민들은 매우 실망하고 있다. 선수들도 감독도 비난을 받아야 한다. 앞으로 어떤 변화가 필요할 것인지 많은 고민과 논의가 필요하다."고 강하게 비판하였다.

### 해이한 내부 기강
독일 대표팀은 거만한 것도 모자라 팀 내부의 기강까지 매우 해이해져 있었다. 명색이 축구 대회 중 최고의 대회라는 월드컵에 출전하는 선수들이 맞는지 의심스러운 정신상태를 보였다. 이렇게 해이한 내부 기강은 당연히 최악의 결과로 이어졌다.
월드컵에 출전한 독일 선수들은 철저하게 대회를 준비하기는커녕 숙소에서 밤을 새워가며 저녁부터 다음날 오전 10시까지 온라인 게임을 하는 등 기강이 매우 문란했다. 오죽했으면 독일 축구 협회 직원이 독일 선수단의 숙소까지 와서 인터넷을 차단했을 정도였다.
이 지경으로 아예 정신 자세가 해이해져 있었기 때문에 독일 대표팀이 경기에서 잘할 거라고는 기대할 수 없었으며, 이러한 기강으로는 필리프 람이나 미로슬라프 클로제가 제실력을 갖고 복귀한다 하더라도 조별리그 통과를 할 수가 없다. 실제로도 거스 히딩크는 이런 독일 대표팀의 비뚤어진 정신을 지적했다.

### 정신적 지주의 부재
이번 독일 대표팀에는 팀이 위기에 빠졌을 때 선수들의 정신력을 붙잡아 줄 정신적 지주가 없었다. 지난 2014년 FIFA 월드컵 때에만 해도 팀의 고참급 선수인 미로슬라프 클로제, 필리프 람 등이 팀의 리더 역할을 하며 16강전에서 알제리 축구 국가대표팀을 상대로 졸전 끝에 2 – 1로 겨우 승리하며 8강에 올라 여론의 질타를 받을 때에도 팀 분위기가 어수선해지지 않게 잘 붙잡아주었다. 그러나 이번엔 그들만큼 카리스마 넘치는 리더십을 발휘할 리더는 없었다고 해도 과언이 아니다. 이러한 정신적 지주의 부재는 팀의 기강을 해이하게 만들어 버리는데 크게 일조하였다. 특히, 터키계 독일인 선수였던 메수트 외질과 일카이 귄도안은 대회 전 레제프 타이이프 에르도안 터키 대통령과의 사진 촬영 사건으로 팀 분위기를 더욱 어수선하게 만들었다. 또 팀 훈련 중에 안토니오 뤼디거와 요주아 키미히가 서로 충돌하며 주먹다짐을 하는 불상사까지 발생하였다.
물론 이 조짐은 보였는데  미로슬라프 클로제, 필리프 람 등이 모두 은퇴해서 바스티안 슈바인슈타이거가 주장 완장을 차고 뛴 유로 2016의 지역예선에서 독일은 그야말로 형편없었으며 바스티안 슈바인슈타이거는 미로슬라프 클로제, 필리프 람 등과는 달리 정신적 지주로서는 실격임을 드러냈는데 독일 대표팀으로서는 단 한번도 진 적이 없었던 폴란드 축구 국가대표팀에게 0-2로 지고 말았으며 아일랜드 축구 국가대표팀에게마저 0-1로 지는 등 이 경기와 진배없는 경기력을 보여줬다. 더군다나 폴란드 축구 국가대표팀이 한창 강성하던 시기의 1974년 FIFA 월드컵 당시 브라질 축구 국가대표팀을 이기던 그 월드컵에서 조차 독일은 폴란드를 이기고 결승에 올라갈 정도로 폴란드에게만큼은 절대강자였던 반면 2014년 FIFA 월드컵 시점의 폴란드는 FIFA 월드컵을 3~4번 개최하면 그 중에서 1번 정도만 지역예선을 통과하는 데다가 그나마 1990년 FIFA 월드컵 이후로는 단 한 번도 16강에 진출한 적이 없는, 이미 퇴화해버린 그 폴란드에게 독일이 패배한 것이다. 그러나 2018년 FIFA 월드컵 유럽 지역 예선에서 독일 대표팀은 무려 10전 10승 0무 0패의 전무후무한 기록을 세웠기에 이 문제점이 극복된 줄 알았지만 그것은 알고보니 그 조에서 독일 이외의 나머지 모든 팀들이 전부 2006년 FIFA 월드컵을 끝으로 10년 이상 본선에 진출하지 못한 약체들 뿐이었다는 사실이 드러났다. 결국 이 10전 전승(43득점 4실점)이라는 지역예선 성적은 빛 좋은 개살구처럼 본선에서의 경기력에 독이 되어 독일 대표팀은 이 정도면 완벽한 팀인줄 알고 크게 방심한 나머지 단점을 전혀 보완하지 않았다.
그 결과 독일에는 정작 팀의 기강을 바로 잡아 줄 그라운드 위의 감독이 없었고 이는 치명적인 결과로 되돌아오게 되었다. 1차전 멕시코와의 경기에서 전반 35분에 이르빙 로사노에게 선제골을 허용하자 독일은 남은 50여 분 동안 쉬지 않고 멕시코를 공격적으로 밀어붙였다. 그러나 정작 공격하고 있을 때 독일은 세밀하고 조직적이지 못하였고, 오히려 패배에 대한 불안감과 심리적인 조급함 때문에 침착함을 잃었다. 이는 그라운드 위에서 이런 선수들의 심리를 제어해 줄 리더가 없었기에 벌어진 일이었다. 2차전 스웨덴과의 경기에서도 종료 직전에 터진 토니 크로스의 프리킥 골로 2 – 1 역전승을 거두었는데 이 때 독일 선수들은 역시 이 극적인 승리에 지나칠 정도로 흥분하는 모습을 보였다. 독일에게 아직 경기는 1경기가 남아 있었고 그 1경기 결과에 따라 16강 진출 여부가 결정되는 것인데 마치 그 경기에서 16강 진출을 확정짓기라도 한 것처럼 매우 흥분하였다. 3차전 대한민국과의 경기에선 이러한 모습들이 가장 나쁘게 비춰졌다. 최약체라고 생각해 쉽게 열릴 것으로 보였던 대한민국의 골문이 좀처럼 열리지 않는데다 스웨덴이 멕시코를 상대로 득점을 하며 앞서가니 독일 선수들은 빨리 득점해야 한다는 심리적 조급함을 이기지 못하였고, 후반전 들어서 극단적인 파상공세를 펼치며 무의미한 슛들만 허공으로 난사하기에 이르렀다. 독일 선수들은 이 날 경기에서 냉정함을 전혀 보이지 못하였다. 더군다나 독일 선수들이 눈치가 전혀 없었는데 다른 조에서도 크로아티아가 자신들의 어려운 라이벌인 아르헨티나를 3-0으로 너무 쉽게 이겨버리고 독일이 평소에 무서워하고 심지어 이 월드컵의 우승국인 스페인 역시 그 조 최약체인 모로코에 진땀을 빼다가 판정 논란 끝에 겨우 이겼고 이 월드컵의 준우승국인 프랑스 역시 약체인 호주를 상대로 진땀을 빼다가 상대 자책골로 겨우 이기는 등 우승후보들이 계속 약체를 상대로 덜미를 잡히거나 고전하는 와중에도 대한민국이 최약체라고 생각해 쉽게 열릴 것으로 생각하는 어리석은 판단을 한 것이다.
본래 독일 축구의 강점은 다른 나라들보다 우세한 체격 조건 및 기량, 체력과 더불어 톱니바퀴처럼 맞물려 돌아가는 유기적인 조직력이었다. 스페인이나 아르헨티나가 독일 따위와는 비교도 안되는 매우 뛰어난 개인 자질을 이용한 현란한 플레이를 하는 것과 대조되게 독일은 오직 조직력 하나만으로 버텨온 팀이었다. 그러나 이 날 경기에서는 평소 독일의 유기적인 조직력을 전혀 찾아볼 수가 없었다. 유기적인 조직력을 바탕으로 침착한 팀 플레이에 힘입어 이를 토대로 상대의 약점을 집요하게 공략해 골로 확정짓는 게 독일 축구의 강점이고 이 때문에 슈팅 하나하나에 심리적으로 여유가 담겨 있는 게 독일 축구의 특징이었다. 불과 4년 전 미네이랑의 비극에서 독일이 보여준 심리적으로 침착하고 편안한 모습이 평소 독일 축구의 모습이었다. 당시 브라질 선수들은 경기 전부터 이미 심리적으로 붕괴한데다 연달아서 독일에 실점을 거듭하면서 1 – 7로 대패를 기록하였다. 그런데 이 날 경기에서 보여준 독일 선수들의 모습은 4년 전 그 브라질 선수들의 모습과 전혀 다를 게 없었다. 만약 팀에 정신적 지주가 있었다면 비록 김영권에게 뜻밖의 실점을 하였다고 하더라도 팀을 심리적으로 안정시켰을 것이다. 그러나 독일은 조급한 마음에 골키퍼 마누엘 노이어까지 공격에 가담하는 촌극을 보였고, 이게 오히려 독이 되었는지 결국 손흥민에게 1골을 더 허용하며 0 – 2로 완패당하고 만 것이다.

### 무너진 플레이메이킹
이런 일은 이미 UEFA 유로 2016 예선에서 그 조짐이 보였다. 필리프 람이 사라진 독일은 이미 우승후보가 아니었다. 필리프 람이 은퇴한 뒤 바스티안 슈바인슈타이거가 주장이 되어 출전한 이 예선에서 독일은 폴란드한테 0 - 2로 패했는데 이건 누가 생각해도 믿을 수 없는 결과였다. 그동안 독일은 서독 시절까지 포함해서 폴란드 상대로 전승만 달성하던 팀이었기 때문이었다. 게다가 이어지는 아일랜드와의 경기에서도 홈에서는 1 - 1로 비기고 원정에서는 0 - 1로 패하는 등 끝내 아일랜드를 이기지 못했다. 물론 본선에는 진출했으나 경기력은 최악이었고 이탈리아 상대로 8강에서 승부차기 끝에 겨우 올라왔지만 4강에서 만난 프랑스를 상대로는 프랑스에게 모든 게 다 밀리면서 확실하게 패배했다.
2014년 FIFA 월드컵 당시의 독일은 최강팀은 아니었으며 모든 부분에서 필리프 람으로부터 비롯되는 팀이었다. 팀 자체가 필리프 람으로 시작해야 뭔가 되는 팀이었는데 그렇기 때문에 우승팀 답지 않게 조별리그에서는 가나 상대로 2 - 2로 겨우 비기고 16강에서 알제리와, 결승에서 아르헨티나와 각각 연장전까지 가는 험난한 여정을 거쳐 겨우 우승했다. 이런 팀이 팀의 기둥인 필리프 람이 사라지자 공격 따로 수비 따로 노는 형국이 되었고 공격에서 수비로, 수비에서 공격으로 매끄럽게 이어지지 않아 갈팡질팡하는 경우가 많았다.
물론 2018년 FIFA 월드컵 유럽 지역 예선에서는 모든 경기를 전부 이기고 10전 10승 0무 0패의 기록으로 본선에 진출했기에 이런 문제점이 극복된 줄 알았다. 하지만 그것은 독일의 입장에서 보면 말도 안되는 약체들로만 조편성이 이루어진 것일 뿐이며 체코, 북아일랜드, 노르웨이, 아제르바이잔, 산마리노 등 2010년 FIFA 월드컵 이후 단 한번도 본선에 진출한 적이 없는 팀들이었기에 독일 정도의 팀으로서는 그들의 실력을 검증할 수 있는 상대가 될 수 없었다. 그랬기에 독일은 필리프 람의 공백을 완전히 극복한 줄 알았지만 현실은 아니었다.
그리고 2017년 FIFA 컨페더레이션스컵에서는 조별리그에서 칠레 축구 국가대표팀을 상대로 알렉시스 산체스에게 경기가 시작하자마자 실점을 당한 뒤 겨우 비기는 등 겉으로 보기에는 이 경기 이외에 전부 이겨서 뭔가 대단해 보였지만 이미 삐걱거렸다. 각 대륙별 대회 우승팀끼리 맞붙는 FIFA 컨페더레이션스컵에서 코파 아메리카 센테나리오의 우승팀 자격으로 출전한 칠레였지만 정작 그 내용은 아르헨티나 축구 국가대표팀보다 한참이나 떨어지는 실력을 클라우디오 브라보라는 당대의 골키퍼를 이용한 철벽수비로 승부차기까지 억지로 끌고 가서 얻은 우승이었을 뿐이었다. 독일은 이런 팀을 상대로 압도하지 못하는 경기력을 보여줬다.
이 문제점은 2018년 FIFA 월드컵 조별리그 마지막 경기인 대한민국전에서 제대로 드러났다. 선수들의 위치지정을 굳건히 해줘야 할 필리프 람의 부재로 인해 독일 선수들은 자기 마음대로 뛰게 되고 심지어는 오직 골대만 지켜야만 하는 마누엘 노이어 골키퍼까지 스스로의 포지션을 윙어로 바꿔가며 공격에 가세했는데 이로 인해 수비가 아예 없어진 독일은 손흥민에게 빈집털이를 당하는 수모까지 당하게 되었다. 이 경기의 양상 자체가 플레이메이커의 중요성을 보여주는 경기이다. 더욱 한심한 사실은 2010년 FIFA 월드컵 당시 독일이 아르헨티나를 상대로 후안 로만 리켈메라는 플레이메이커의 부재를 이용해 이겨놓고도 정작 본인들은 필리프 람이라는 플레이메이커의 부재를 전혀 신경쓰지 않았던 것이다.

### 뢰프 감독의 선수 기용 실패
예전부터 독일 내에선 요아힘 뢰프 감독에 대해 "전술적 고집이 너무 강하다."는 비판이 많았다. 사실 뢰프 감독은 자신이 추구하는 전술적 철학에 부합하는 선수가 아니면 그 선수가 소속팀에서 맹활약을 펼치든 부진하든 전혀 대표팀에 뽑을 생각을 하지 않는 경향이 있다. 그 대표적인 선수가 바이어 04 레버쿠젠에서 맹활약을 펼쳤던 공격수 슈테판 키슬링이었다. 슈테판 키슬링의 플레이 스타일은 전형적인 정통 스트라이커에 가까운 타입이었는데 이는 뢰프 감독의 성향과는 매우 맞지 않는 스타일의 선수였다. 뢰프는 공격수들 역시 왕성한 활동량으로 전방 압박에 가담하며 원톱 공격수의 다종다양한 역할을 주문하기 때문이다. 그 탓에 원톱 공격수가 부족하다는 시점에서도 차라리 마리오 괴체 제로톱 혹은 토마스 뮐러 제로톱을 쓰거나 백전노장 공격수 미로슬라프 클로제를 기용하는 게 뢰프 감독의 특징이었다. 물론 감독마다 자신이 추구하는 전술적 색채가 있기 마련이고, 이에 부합하지 않는 선수를 무작정 뽑아 썼다간 오히려 팀의 조직력만 해치는 경우가 비일비재하다. 선수 선발은 감독의 고유 권한인데다 굳이 특정 선수를 기용하기 위해서 감독이 자신의 전술적 색채를 바꿔야 할 필요도 없다. 그러므로 감독으로선 자신의 전술적 색채에 잘 녹아드는 선수들을 기용하길 선호하는 건 당연한 일이다. 그런데다 독일의 선수층이 워낙 두텁다보니 그 동안은 큰 문제가 없었다.
그러나 이번에는 그러한 뢰프 감독의 선수 기용이 결국 패착으로 돌아왔다. 현대 축구는 1년만 지나도 전술적 흐름이 싹 바뀔 정도로 변화 폭이 매우 크다. 독일이 2014년 FIFA 월드컵에서 우승하였지만 그 당시 독일이 우승할 때 써먹었던 전술은 이미 4년이나 지난 오래된 전술이었고 당연히 경쟁 국가들은 이 뢰프의 전술을 파훼하기 위한 새로운 전술을 계발하고 연구하기 마련이다. 그럼에도 불구하고 뢰프 감독은 이 문제에 매우 안일하게 대처하였다. 2010년 FIFA 월드컵 당시 이탈리아 축구 국가대표팀 감독이었던 마르첼로 리피도 4년 전 자신과 함께 우승컵을 들었던 주역들을 중용하고 4년 전과 크게 달라진 게 없는 전술을 들고 나왔다가 2무 1패로 처참한 실패를 경험한 바가 있었다. 또, 지난 대회인 2014년 FIFA 월드컵 당시 스페인 축구 국가대표팀 감독이었던 비센테 델 보스케 감독도 4년 전 우승 멤버들을 주축으로 4년 전과 크게 달라진 게 없는 전술을 들고 나왔다가 1경기가 남은 시점에서 이미 2패로 조기 탈락이 확정된 바가 있었다. 실제로 4년 후 디디에 데샹 감독은 4년 전 우승 멤버 일부를 주축으로 삼고 꾸준한 선수 발굴로 준우승이라는 성적을 거두었으며, 그 준우승도 승부차기에서 나왔던 아쉬운 결과였다.
그런데 뢰프 감독은 이 두 사례들로부터 얻은 교훈이 전혀 없었다. 뢰프 감독 역시 과거의 리피 감독이나 델 보스케 감독처럼 자신의 전술적 고집과 자신이 믿는 선수들에 대한 지나친 애정으로 실패를 경험하게 된 것이다. 이는 위에서 언급한 극도의 오만함과 방심과도 큰 연관이 있는 부분이다. 불과 1년 전만 하더라도 정말 세계 축구엔 독일을 막을 자가 없었다고 해도 과언이 아니었다. 비록 유로 2016에선 8강전에서 난적 이탈리아와 힘을 다 소진하는 바람에 4강에서 프랑스에 무너지긴 하였지만 2014년 월드컵 우승과 신예 선수들 위주로 투입하고도 2017년 컨페더레이션스컵 우승, 월드컵 지역예선 전승이라는 어마어마한 결과를 냈기에 더더욱 그러하였다. 이는 뢰프 감독을 비롯한 독일 대표팀 전원이 거만해지는 결과를 낳게 되었고 그 동안 주로 써먹었던 전술로써 그 동안 즐겨 내보냈던 선수들로도 충분히 이길 수 있다는 마음을 생기게 만들었기에 결국 이렇게 비참한 패배로 되돌아오게 된 것이다.

### 킬러의 부재
이번 대회의 지역예선에서 보인 독일 대표팀의 장점이자 강점은 고른 득점력이었다. 지역예선에서 독일은 총 43골을 득점하였는데 이 43골이라는 득점 안에는 마리오 고메즈, 토마스 뮐러, 잔드로 바그너, 티모 베르너, 레온 고레츠카, 메수트 외질 등 공격수들 외에도 요주아 키미히, 마츠 후멜스, 요나스 헥토르 등 수비수들이 넣은 골들도 많았다. 이러한 고른 득점력의 장점은 상대 팀으로 하여금 특정 선수만 집중적으로 마크하려는 작전을 세울 수 없게 한다는 것이다. 또 이것은 득점 자원이 풍부하다는 것으로 어느 특정 선수의 개인기에 의존하지 않아도 된다는 장점이 있다. 하지만 단점도 있다. 그것은 확실하게 공격의 마침표를 찍어줄 킬러가 없다는 것이다. 독일은 전 대회 우승국이었고 당시 FIFA 랭킹 1위인 세계 최강팀이었기에 독일과 상대하는 팀들은 기본적으로 수비 중심적인 경기를 할 수밖에 없다. 발 빠른 공격수 몇 명에게 역습을 전담시키고 마치 버스를 주차하듯이 페널티 박스에 잔뜩 웅크리는 극단적인 수비로 임할 수밖에 없다는 것이다. 예외는 극단적인 공격축구를 구사하는 아르헨티나와 티키타카의 명가 스페인 뿐이다. 아르헨티나는 여타의 팀들과는 격이 다른 엄청난 공격력으로, 속된 말로 그냥 힘으로 밀어붙이는 축구를 하는 스타일이고 스페인은 제아무리 독일의 공격력이 강하다고는 하나 그걸 티키타카로 모조리 회피하고 돌파하는 축구를 하는데 실제로도 2010년 FIFA 월드컵에서 스페인이 독일을 그렇게 이겼다. 당시 독일은 스페인 상대로 공격도 수비도 제대로 못했었다. 
이 경기에서의 대한민국도 손흥민 1명에게 공격을 전담시키고 나머지 9명은 모두 자기 진영에 잔뜩 웅크리며 극단적으로 수비만 하였다. 독일은 70% 이상의 볼 점유율을 가져가며 90분 내내 파상공세를 펼쳤지만 좀처럼 하프라인 아래에 깊숙이 내려앉은 대한민국의 수비진을 뚫지 못하였던 이유에는 확실하게 이 상황을 타개해 줄 스트라이커가 없었다는 것도 한 몫하였다. 지난 2014년 FIFA 월드컵 아르헨티나 대 이란의 경기에서 이란은 90분 내내 자기 진영에 잔뜩 웅크리는 극단적인 수비로 임하였는데 이 때 아르헨티나는 리오넬 메시의 한 방으로 1 – 0 승리를 가져갔다. 하지만 독일에는 이렇게 공격의 방점을 찍어줄 킬러가 없었기에 끝내 대한민국의 골문을 열지 못한 것이다. 아이러니한 건 2014년 월드컵 당시에는 이렇게 공격에 방점을 찍어줄 킬러로 활용하기 위해, 1978년 생이라는 꽤나 고령인 미로슬라프 클로제를 엔트리에 넣었고 당시 독일 엔트리에서 공격수는 클로제 혼자였다. 토마스 뮐러도 이 당시에는 미드필더였다. 참고로 클로제는 미네이랑의 비극에서 호나우두(15골)의 기록을 깨고 FIFA 월드컵 역대 최다골(16골) 기록자가 되었다. 그 클로제가 40살에 육박하는 바람에 그 월드컵을 끝으로 은퇴하면서 독일에 킬러는 사라졌다. 이로 인해 독일은 월드컵 우승후보팀이라면 누구나 할 수 있는, 슈팅은 적지만 적은 대신 정확한 슈팅을 하지 못하게 되었고 슈팅의 정확도가 크게 떨어진 것을 많이 쏘는 슈팅으로 극복하려고 발악했다.
경기가 끝날 무렵에 대한민국도 독일의 파상공세를 막아내다 지쳐서 공중볼 경합을 제대로 하지 못 하였는데 2번의 세트피스 찬스에서 마츠 후멜스는 제대로 헤더로 연결해 마무리를 짓지 못하였다. 물론 마츠 후멜스도 헤더골을 많이 넣긴 하였지만 기본적으로 그는 수비수였기에 공격수만큼 타점이 좋은 선수는 아니었다. 시간이 많이 남지 않은 시점에서 1골 차로라도 이겨야 16강에 갈 수 있었던 이상 숏패스로 점유율을 끌어올리는 공격보다는 롱볼을 띄우는 것이 더욱 효과적이었다. 194cm의 신장에 타점이 높은 잔드로 바그너야말로 이런 상황에서 매우 이상적인 카드였다. 이 경기가 끝나고 며칠 후에 열린 16강전 〈벨기에 대 일본〉 경기에서도 벨기에가 후반 3분과 7분에 연달아 실점하며 0 – 2로 끌려가자 마루앙 펠라이니를 투입해 공중볼 위주로 전환해 3 – 2로 역전승을 거둔 게 좋은 예시다. 경기가 다 끝나가는데도 여전히 0 – 0으로 틀어막힌 이상 독일로서는 바그너를 투입해 공중볼을 노리는 것이 최상이었다. 그러나 뢰프 감독은 아예 바그너를 데려가지도 않았고 이는 막힌 독일의 경기력을 뒤집을 수 없게 만들었다.
미네이랑의 비극 당시에 독일이 7 – 1이라는 스코어로 대승을 거둘 수 있었던 비결에는 브라질의 팀 컬러도 한몫하였다. 브라질은 기본적으로 공격축구를 선호하고 또 브라질 축구팬들부터가 공격축구를 하지 않고 수비 위주로 경기를 하면 거칠게 비난을 퍼부었다. 더군다나 그 경기는 브라질 홈에서 열렸기에 그런 경향이 더욱 심하였다. 게다가 이 경기에서 브라질은 그 전 경기 8강 콜롬비아 전에서 네이마르가 생명이 위독한 중상을 입고 그것 때문에 병원에 입원하는 사태까지 벌어져 가장 중요한 스타 플레이어를 잃어 4강전 독일과의 경기에 큰 차질을 빚었다. 이 때문에 브라질의 과격한 훌리건들은 네이마르에게 부상을 입힌 후안 카밀로 수니가를 죽여버리겠다고 선언하기도 했으며 이 때문에 수니가는 유럽으로 도망쳐야만 했다. 그 때문에 당시 브라질 선수들은 독일에 선제 실점을 하자 수비를 강화하기보다는 점점 라인을 올리고 무리하게 파상공세를 취하였고 이는 독일에 배후 공간을 노출하게 되어 속공에 그대로 속절없이 당할 수밖에 없었다. 그러나 대한민국은 브라질만큼 공격력이 뛰어난 팀이 아니었고 여태까지 선제 실점한 후 역전승을 거둔 경기가 단 2경기(2002년 對 이탈리아, 2006년 對 토고)밖에 없었기에 아예 실점을 하지 않는 방향으로 극단적인 수비 전술을 채택하였다. 그렇기에 이 경기에서는 미네이랑의 비극 때와 같이 5명이 골고루 득점하였던 것과는 양상이 달라질 수밖에 없다. 득점력이 고르다는 것은 뒤집어 말하면 1명의 뛰어난 킬러가 없다는 걸 뜻하기도 한다. 극단적인 수비 전술을 채택한 팀을 상대로 평균적인 득점력을 보유한 공격수들의 위력은 떨어질 수밖에 없다. 다시 말해 확실한 킬러를 두기보다는 다양한 득점 루트를 만들어둔 게 이 경기에선 오히려 독으로 작용한 것이다. 킬러의 존재는 단순히 골을 넣는다는 것 외에도 상대 수비의 이목을 끌어당긴다는 특징이 있다. 확실한 킬러가 있다면 상대 수비진의 마크가 그 킬러에게 쏠리게 되고 자연스럽게 2선의 마크는 헐거워질 수밖에 없다. 그렇다면 득점 기회를 창출하는데도 한결 수월해진다. 그러나 이번 독일에는 그런 킬러가 없었기에 대한민국 수비진들은 페널티박스에 조밀하게 '인(人)의 장벽'을 형성해 아예 슈팅 공간을 내주지 않는 수비로 독일의 득점을 막았다. 즉, 특정 선수를 집중 마크하지 않는 대신에 아예 슈팅 공간을 틀어막아버렸다는 것이다. 그 결과 독일은 볼 점유율만 높았을 뿐 공격은 계속 겉돌게 되었다. 26번의 슈팅 중 유효슈팅이 고작 6개에 불과하다는 게 그 증거다. 대한민국 수비진이 슈팅 공간을 틀어막았기에 독일 공격진은 부정확한 중거리슛에 의존할 수밖에 없었기 때문이다.

## 반응
전세계적으로 독일의 탈락을 기뻐하는 태도를 보였으며 당사자인 독일과 일부 혐한 성향을 가진 중국, 일본만 비통해할 뿐 독일 이외의 전세계 모든 나라들이 일제히 통쾌해했다. 또한 독일을 조 꼴찌로 조별리그 탈락시킨 대한민국은 전세계적인 극찬을 한 몸에 받았으며 특히 멕시코는 그로 인해 16강 진출에 성공했으므로 대한민국을 아예 '형제의 나라'라며 크게 칭송했다.
이는 2002년 FIFA 월드컵에서 프랑스 축구 국가대표팀이 조별리그에 탈락했어도, 2010년 FIFA 월드컵에서 이탈리아 축구 국가대표팀이 조별리그에 탈락했어도, 2014년 FIFA 월드컵에서 스페인 축구 국가대표팀이 조별리그에 탈락했어도 일절 없었으며 오직 2018년 FIFA 월드컵에서 독일 축구 국가대표팀이 조별리그에 탈락을 했을 때만 발생한 일이었다. 그 이유가 바로 독일이 2014년 FIFA 월드컵에서 우승한 이후 생겨난 지나친 자부심으로 인해 걸핏하면 상대 팀을 비하하고 무시하는 거만한 태도를 보였기 때문이다. 이는 네덜란드 출신 명장 거스 히딩크 역시 인정한 사실이다. 실제로도 2018년 FIFA 월드컵 유럽 지역 예선에서 독일 축구 국가대표팀의 토마스 뮐러는 산마리노 축구 국가대표팀과의 경기를 앞두고 기자회견에서 "산마리노는 아마추어 팀으로 이런 경기는 부상 위험만 높인다. 산마리노는 세계 챔피언과 경기한 것을 기념으로 여겨야 한다."라는 거만한 발언을 해서 물의를 일으켰음에도 불구하고 요아힘 뢰프 독일 축구 국가대표팀 감독은 "뮐러의 말이 옳다. 산마리노는 프로라고 볼 수 없다."며 일축하는 꼴불견을 보이기도 하였다.

### 대한민국

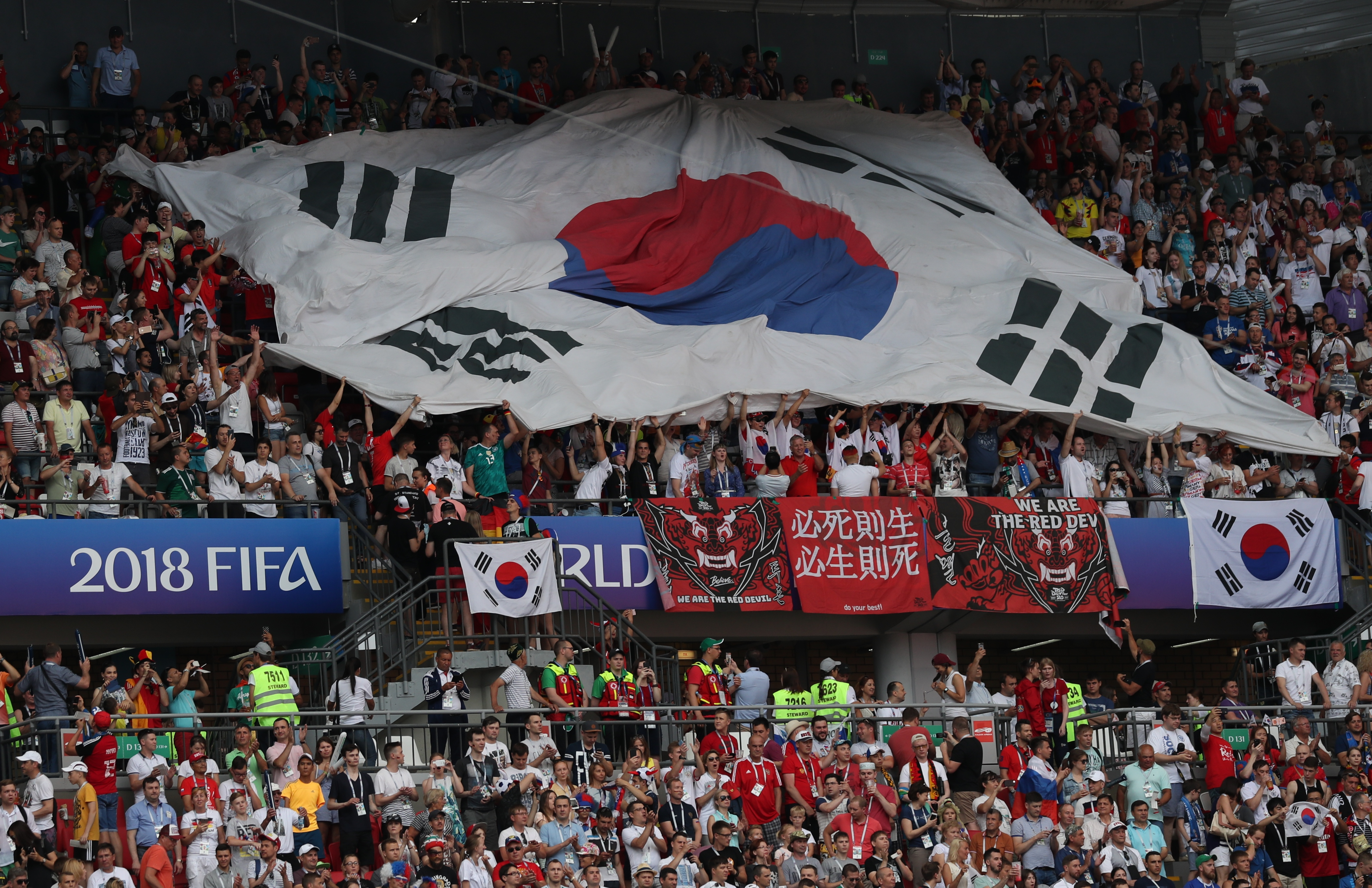
대한민국 응원단의 모습.

이 경기의 승자인 대한민국의 반응은 복잡 미묘하다. 일단 독일을 이겨서, 2002년 4강전에 대한 복수를 16년 만에 이루어서 기분 좋다고 하면서도 또 한편으로는 16강 진출이 좌절되었기에 아쉽다는 반응도 보였다. 당시 대한민국 코칭 스태프와 선수들은 반드시 독일을 이기는 게 중요하였기에 같은 시각 예카테린부르크에서 열리는 멕시코와 스웨덴의 경기에 정신을 쏟을 겨를이 전혀 없었다. 그래서 멕시코가 스웨덴에 0 – 3으로 대패하였다는 사실을 경기 종료 휘슬이 울리는 그 순간까지 전혀 몰랐다고 한다. 그런데 김영권과 손흥민의 골로 신태용 감독 본인이 스스로 1%의 기적이라고 일컬었던 일이 실제로 벌어지자 선수들과 코칭 스태프들은 모두 얼싸안고 환호하였다. 멕시코가 스웨덴을 이길 것이라고 믿었기에 16강에 올라간 줄 알고 기뻐하였던 것이다. 그런데 경기가 끝났고 뒤늦게 예카테린부르크에서 열린 경기 결과를 확인하자 스웨덴이 멕시코를 3 – 0으로 꺾었다는 사실을 알게 되었고 그제야 16강 진출이 좌절되었다는 걸 알게 되었다고 한다. 그래서인지 신 감독은 경기 종료 후 인터뷰에서 "기분이 좋으면서도 뭔가 마음이 허무하다."는 복잡 미묘한 심경을 밝혔다. 이 경기 최우수 선수로 꼽혔던 골키퍼 조현우 또한 경기가 끝난 뒤에야 16강 진출이 좌절되었다는 사실을 알고 눈물을 흘렸다고 밝혔다. 정우영 또한 "경기 끝나고 16강에 진출한 것으로 생각했다. 멕시코가 스웨덴에 대패했을 지는 몰랐다. 사실 신경쓸 여유가 없을 만큼 승리가 기뻤다. 시간이 흐른 후 정신이 들어 16강 진출 여부를 확인하니 떨어졌더라."며 아쉬운 마음을 드러냈다. 그러면서도 "탈락 사실을 알고 나니 아쉬웠다. 마지막 경기라는 점에서 정말 후회없이 했기 때문에 독일의 발목을 잡고 고춧가루를 뿌린 것에 만족한다"고 덧붙였다. 이 사실을 뒤늦게야 알게 된 대한민국 축구팬들은 이 사실에 안타까운 마음을 보였다.
애초에 SBS 해설위원을 맡았던 박지성은 독일이 대한민국에 앞서 멕시코와의 경기에서 의외로 무기력한 모습을 보이자 "독일이 정말로 이번 월드컵에서 우승할 생각이 있는지 저는 잘 모르겠네요. 이 정도면 우리 대한민국도 독일에게 비벼볼만 하겠는데요?"라고 말하였다. 결국 독일의 조별리그 탈락은 1차전 멕시코와의 경기에서 벌써 조짐을 보인 셈이다. 물론 사람들은 처음에는 박지성의 이 발언에 대해 상당히 의아해한 것은 물론이요, "멕시코 정도 실력이나 되니까 독일도 이기고 하지."라며 체념하다시피 하였다. 그러나 정말로 대한민국이 독일을 격파하자 매우 놀랐다.
그리고 스웨덴전과 멕시코전에서 다소 실망스러운 모습을 보였기에 대표팀에 질타를 보냈던 대한민국 축구팬들도 독일전 승리에 선수들에게 칭찬을 보내며 선수들을 위로하였다. KBS 해설위원을 맡았던 이영표는 "오늘과 같은 경기를 중계하고 싶었다."며 감격에 겨워하였고 MBC 해설위원을 맡았던 안정환은 "욕 먹기 전에 잘 하지."라며 후배 선수들을 향해 안타까운 마음을 드러냈다. SBS 해설위원을 맡았던 박지성은 앞으로 대한민국 축구의 발전을 위해서 나아가야 할 길에 대해 쓴소리를 아끼지 않았다. 분데스리가에서 오랜 선수 시절을 보냈던 차범근 전 대표팀 감독 또한 후배 선수들을 향해 칭찬과 위로를 아끼지 않았다. 대다수의 대한민국 축구팬들 또한 독일에 승리한 것은 잘 하였지만 이전 2경기에 대한 반성과 복기가 꼭 이루어져야 한다는 사실을 상기하며 대한축구협회 전면 개혁에 나서야 한다고 목소리를 높였다. 특히 독일전 승리로 인해 축협의 적폐청산이 더욱 요원해지는 게 아닌지 경계의 시선을 보내고 있다.
그리고 이 날 경기 선제골의 주인공인 김영권의 유니폼은 FIFA 박물관에 전시되었다고 한다. FIFA는 11월 17일 공식 SNS를 통해 "독일전 추가 시간에 터진 2골 중 김영권의 선취골 장면을 누가 잊을 수 있을까?"라며 “한국의 독일전 위대한 승리는 월드컵 역사상 최고의 업셋 중 하나다. 카잔 아레나에서 입었던 김영권의 유니폼은 FIFA 박물관에 전시된다”라고 전했다.

### 독일

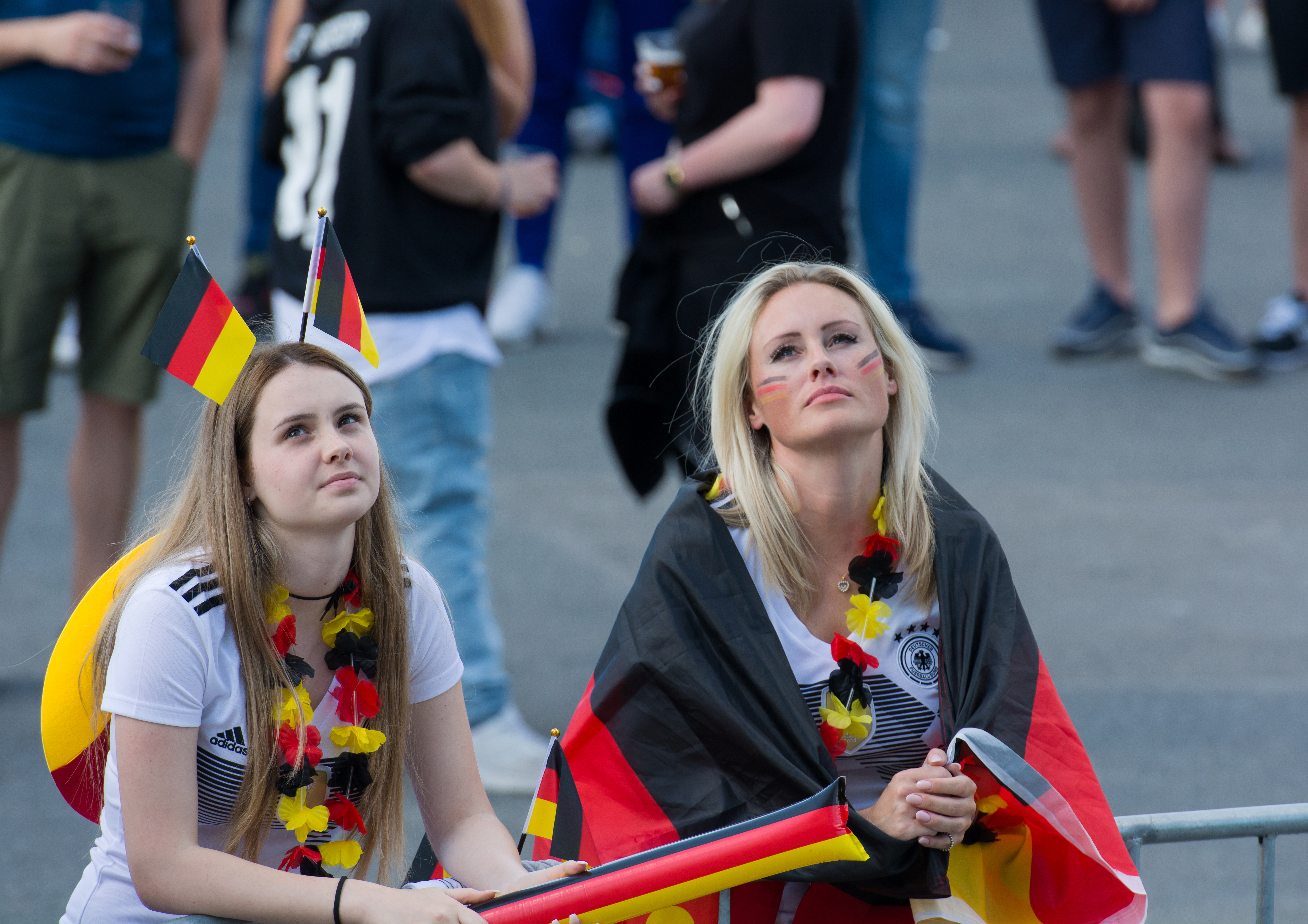
독일 함부르크의 팬 파크에서 응원 도중 절망에 빠진 독일인

독일은 자국 대표팀이 월드컵에서 좋은 성적을 거둔 경우가 많아 자국 대표팀에 자부심을 가진 국민들이 많았는데, 이 패배로 인하여 많은 국민들의 실망을 받았다. 독일의 대표적인 신문인 빌트는 1면에 “Ohne Worte! 오네 보르테![*]”(할 말이 없다!)는 제목으로 4년 전 브라질과의 경기 당시 4번째 골을 넣고 환호하는 토니 크로스의 모습과 이 날 경기에서 침울한 표정으로 고개를 숙인 토니 크로스의 모습을 대조적으로 실었다. 미네이랑의 비극 당시의 "할 말이 없다."는 월드컵 최다 우승국이자 그 당시 홈팀이었던 브라질을 7 – 1이라는 압도적인 점수 차로 격파하자 독일 대표팀의 높은 기량에 찬사를 보내는 뜻으로 쓴 표현이었고 오늘 경기에서의 의미는 피파 랭킹 57위 팀이자 조 최약체로 꼽혔던 대한민국한테 0 – 2로 어이없게 패배하자 충격을 받아서 할 말이 없다는 표현을 쓴 것이다. 독일에서는 이 경기를 'Die Schande Von Kasan' 즉, 카잔의 치욕이라고 명명하였다. 그만큼 독일 축구계는 이 경기에 매우 큰 충격을 받았음을 알 수 있다. 심지어는 독일에서 지워버리고 싶은 존재인 아돌프 히틀러까지 언급을 해 가면서 분노했다고 한다. 즉, "그 히틀러 조차도 러시아에서 너희들보다는 더 잘했었다."며 분노를 표출한 것이다.
경기 전만 해도 빌트는 신태용 감독을 향해 "패션, 헤어스타일 같이 뢰프의 겉모습만 따라한다."고 비웃으며 가짜 뢰프라고 조롱하기까지 하였으나 정작 그렇게 자신들이 비웃었던 가짜 뢰프 신태용이 독일을 2 – 0으로 꺾는 이변을 일으키자 곧바로 "가짜 뢰프가 이겼다."며 자국 대표팀을 강도 높게 비난하였다. 덧붙여서 "월드컵 사상 최고의 불명예"라는 혹평까지 하였다. 경기 직후엔 독일의 주전 공격형 미드필더 메수트 외질과 일부 팬들 사이에 충돌이 있었다고 한다. 대회 전부터 터키의 에르도안 대통령과의 사진 촬영 등으로 물의를 빚어 안 그래도 독일 축구팬들에게 단단히 찍힌 상태였는데 오늘 경기에서도 부진한 모습을 보이자 독일 축구팬들로부터 심한 질책을 들었고 그에 격분해 충돌까지 일어난 것이다. 일부 독일 팬들은 이 날 경기에 욕설까지 하면서 비난하였고 특히 메수트 외질을 오늘 경기의 워스트 플레이어로 꼽았다.
경기 전 날 기자회견 때만 하더라도 아니 경기 당일 전반전 때만 하더라도 여유롭게 경기를 관전하던 독일 선수들은 한국의 골문이 좀처럼 열리지 않자 시간이 갈수록 초조한 모습을 보이더니 결국 0 – 2 패배로 끝나자 매우 큰 충격을 받은 듯한 모습을 보였다. 2010년, 2014년 월드컵에서 각각 5골씩 넣으며 단 2개 대회만에 10골이나 넣었던 토마스 뮐러는 경기가 끝나자 눈물을 보였고 웬만해선 눈물을 보이지 않던 마누엘 노이어까지도 눈물을 보였다. 마르코 로이스는 경기 종료 휘슬이 울리기 직전에 경기가 잘 풀리지 않자 굳은 표정을 짓는 모습이 화면에 비쳤고 경기가 끝난 후에도 한참을 락커룸으로 들어가지 못하고 벤치에 멍하니 앉아 있었다. 마리오 고메스 또한 그라운드에 털썩 주저앉아 혼이 빠진 듯한 모습을 보였고 메수트 외질 역시 혼이 빠진 듯한 모습으로 벤치에 주저앉았다. 벤치에서 대기하고 있던 일카이 귄도안과 율리안 드락슬러 등도 처음엔 여유롭게 경기를 지켜보다가 좀처럼 골이 터지지 않자 표정이 점점 굳어지더니 김영권에게 선취점을 실점하고는 곧바로 머리를 감싸쥐고 괴로워하는 표정을 지었다.

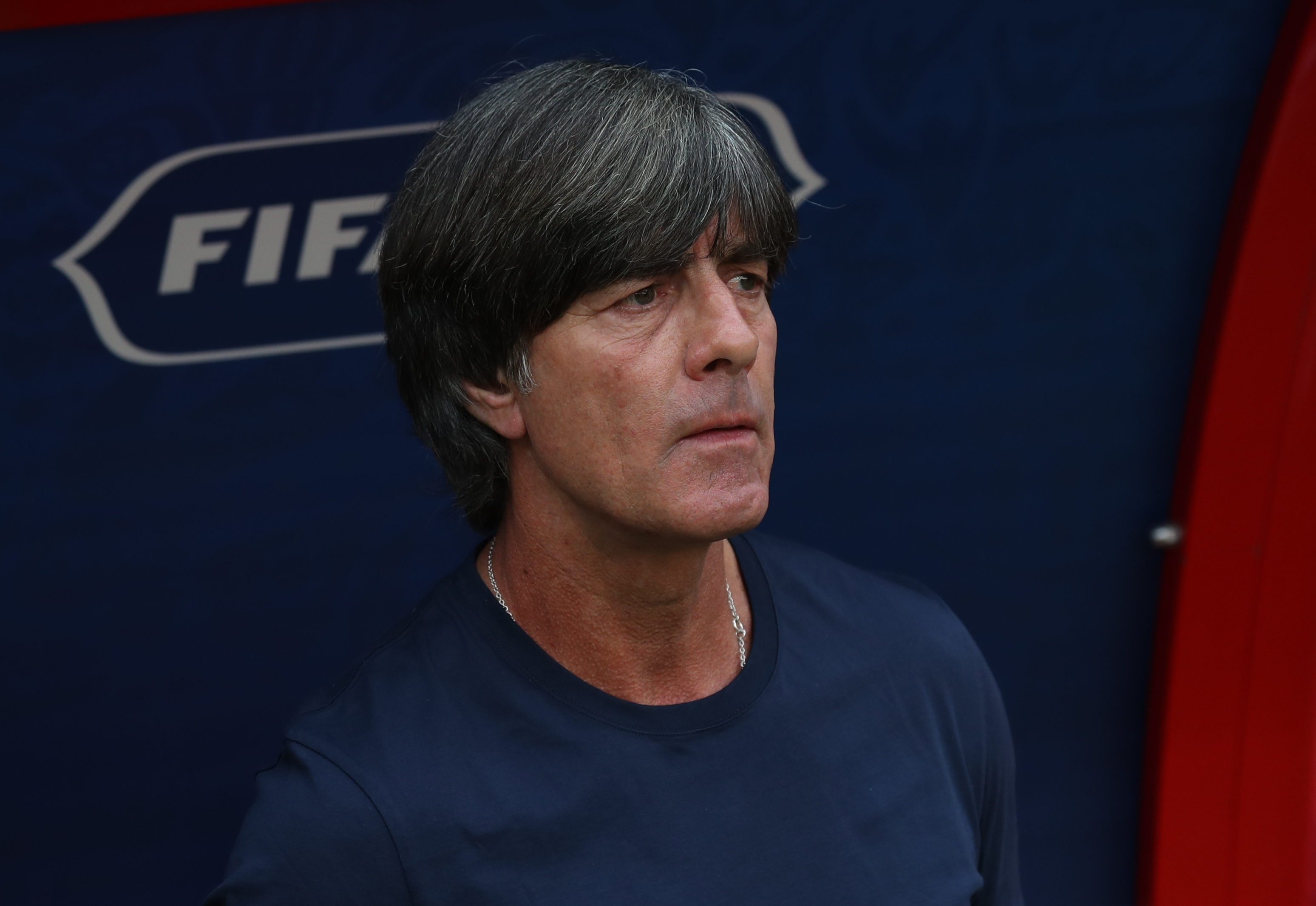
경기 시작 전 요아힘 뢰프의 모습.

이 경기의 패장인 요아힘 뢰프 감독은 "대한민국의 경기력은 정말 훌륭하였고 패배는 쇼크다."고 경기 소감을 밝혔다. 축구 열성팬으로 유명한 독일의 앙겔라 메르켈 총리도 트위터로 자국 팀의 16강 좌절에 대해 매우 슬프다는 반응을 보였다. 한편, 독일의 주전 수비형 미드필더 사미 케디라는 대한민국과의 경기에서 패배한 이후 독일로 귀국한 뒤에도 잠을 제대로 못 자고 있으며 자다가도 벌떡벌떡 깬다고 인터뷰에서 밝히며 여전히 이 경기에 대해 심리적으로 큰 충격을 받았음을 알 수 있게 하였다. 또 대회 전부터 구설수에 올랐던 메수트 외질과 일카이 귄도안은 국가대표팀에서 은퇴하겠다고 선언하였다. 이 날 카잔 아레나 관중석엔 월드컵 최다 득점자인 독일 축구의 영웅 미로슬라프 클로제와 2차전 스웨덴과의 경기에서 퇴장당해 출전 정지된 제롬 보아텡이 관전하였다. 경기를 직관한 클로제는 경기 내내 대한민국의 골문을 열지 못한 독일 대표팀의 무기력한 모습을 굳은 표정으로 바라보았고 결국 독일이 0 – 2로 참패를 당해 조별리그에서 탈락하는 광경을 목격하게 되었다. 옆에 앉은 보아텡은 후반 중반 이후부터는 아예 경기는 안 보고 스마트폰만 만지작거렸다.
전 독일 대표팀 감독이었던 베르티 포크츠는 왜 독일이 위르겐 클린스만이나 울리 슈틸리케와 접촉해서 멕시코와 대한민국에 대한 정보를 구할 생각을 하지 않았는지 모르겠다고 하며 준비를 소홀히 한 자국 대표팀을 강도 높게 비판하였다. 그러면서도 뢰프 감독에게 오늘의 불명예를 씻을 수 있는 기회를 한 번 더 주어야 한다며 뢰프 감독 유임을 지지하였다. 반면, 독일 축구팬들은 이 날 경기로 뢰프 감독에 대한 신뢰를 버렸으며 여론조사 결과 응답자의 75%가 뢰프 감독의 유임을 반대한다고 목소리를 높였다. 한편, 대한민국은 3전 전패할 것이라는 걸 받아들여야 한다며 대한민국 축구에 악담을 퍼부었던 울리 슈틸리케는 이 경기가 끝나자 입을 삭 닦고 침묵을 고수하였다. 이에 대한민국 축구팬들 사이에선 슈틸리케에게 이 경기에 대해 어떻게 생각하냐고 조롱하는 투로 질문을 남겼다.
그리고 7월 23일, 레제프 타이이프 에르도안 터키 대통령과 사진 촬영 사건으로 인해 구설수에 올랐던 대표팀 주전 공격형 미드필더 메수트 외질이 독일 축구 국가대표팀 은퇴를 선언하였다. 메수트 외질은 자신의 대표팀 은퇴 결정에 대한 심경을 소셜 미디어에 남겼는데 이에 대한 사회적 파장이 매우 크다고 한다. 메수트 외질은 자신의 소셜 미디어에서 "나는 독일에서 태어났지만 내 뿌리는 터키다. 나는 독일인의 심장과 터키인의 심장을 동시에 가지고 있다. 어머니는 내 뿌리를 절대 잊지 말라고 가르치셨다."고 항변하며 에르도안 대통령과의 만남은 자신이 독일인인 동시에 또 터키인이기도 하므로 터키인인 자신이 자국 대통령과 만난 게 무엇이 큰 잘못이냐고 항의하였다. 자신의 직업은 축구 선수이지 정치인이 아니라고 하며 에르도안과의 만남은 전혀 정치적 의도가 없었다고 외쳤다. 그리고 에르도안이 독재자인데 독재자와 만나 악수하고 사진을 찍었다고 비난하는 이들을 향해서는 "로타어 마테우스가 블라디미르 푸틴과 악수하는 것은 괜찮고 내가 에르도안과 악수하고 사진 찍는 것은 문제가 되느냐?"고 외쳤다. 그리고 폴란드계 독일인으로서 대표팀에서 활약한 미로슬라프 클로제와 루카스 포돌스키에게는 '폴란드계 독일인'이란 사실을 부각시키지 않으면서 자신은 늘 '터키계 독일인'이란 사실을 부각시켰고 "독일인들은 내가 플레이를 잘 할 때는 독일인이라 하고 내가 실수하는 날에는 터키인이라 하였다."며 독일 축구계의 제노포비아에 대해 격렬하게 항의하였다.
이러한 외질의 대표팀 은퇴 선언은 그간 독일 사회에 만연해 있던 이민자 차별 논란에 불을 지폈다. 독일 통신사 DPA는 "외질의 은퇴 선언 이후 소셜미디어(SNS)에는 인종차별에 항의하는 '미투 해시태그(#MeToo)'가 번지고 있다."며 "독일에 거주하는 이민자 또는 그 후손이 인종차별 경험을 올리면서 미투 해시태그를 단 사례가 나흘간 6만 건을 넘었다."고 29일 보도하였다. 즉, 한 축구 선수가 팀을 떠나며 남긴 항의 한 마디가 독일 사회 전체를 뒤흔들어버린 것이다. 이번 논란이 9월에 실시될 UEFA 유로 2024 개최지 선정 투표에서 독일에 불리하게 작용할 거라는 전망도 나왔다. DPA는 "공교롭게도 유로2024 개최를 놓고 독일과 터키가 경쟁 중인데 독일이 내세운 '축구로 하나 되다(#UnitedbyFootball)'라는 슬로건이 외질 논란 탓에 머쓱해졌다."고 보도하였다. 이어 "논란 이전까지도 독일이 우세하다는 분석이었지만, 최근 동유럽 국가 다수가 대회 유치 5수생인 터키 지지로 돌아선 것 같다."고 덧붙였다. 이런 분위기를 읽은 터키축구협회는 지난 25일 "국제 축구계 구성원 모두가 '하나 되어(united)' 인종차별과 무관용을 척결해야 한다."고 성명을 발표하였다. '축구로 하나가 되자'고 외치면서 인종에 따라 차별의 선을 긋는 독일의 이중적 모습을 제대로 지적하였다는 분석이다.

### 멕시코
멕시코는 3차전 스웨덴과의 경기에서 0 – 3으로 대패를 하는 바람에 자칫 잘못하였으면 먼저 2승을 거두고도 16강 진출이 좌절될 뻔하였다. 만약 독일이 대한민국을 1 – 0으로만 이겼어도 골 득실에서 독일이 +1이 되고 멕시코가 -1이 되어 2골 더 앞서기 때문에 조 3위로 밀려나기 때문이다. 그런데 모든 이의 예상을 뒤엎고 대한민국이 독일을 2 – 0으로 꺾어버리면서 멕시코는 어부지리로 조 2위를 유지해 16강에 진출하였다. 그래서 멕시코 축구팬들은 대한민국 축구 국가대표팀을 향해 아낌없는 감사의 멘트를 보내며 대한민국 축구팬들을 향해서도 "한국인들이여! 형제여! 이미 그대들은 멕시코인이다!"(스페인어: Coreano! Hermano! Ya eres Mexicano!)라고 외치며 대한민국을 형제의 나라로 칭송하고 있다. 인스타그램 등을 포함한 각종 소셜 미디어에서도 "대한민국이여 감사합니다!"(스페인어: Gracias! Corea.)라고 하며 대한민국을 향해 감사의 표현을 표현하였다. 그 뿐 아니라 멕시코 국기에 손흥민의 얼굴을 합성한 그림이나 혹은 클린시트로 무실점을 기록한 조현우를 예수 그리스도와 합성한 사진을 올리며 찬양하고 있다. 또 대한민국 축구팬을 보면 콜라를 공짜로 선물하면서 목말을 태우거나 헹가레를 하기도 하였다.
멕시코에 주재한 대한민국 대사관 앞에도 멕시코 축구팬들이 몰려가 감사의 말을 외쳤고 각종 선물들을 놓고 가기도 한데다 감사 전화까지 쇄도하여 대사관 직원들의 업무가 마비될 정도였다고 한다. 위키백과에도 조현우 골키퍼를 향해 "멕시코의 구원자(Mexican Savior)", "진정한 유일신(the one true god)"이라는 찬양성 반달이 있었다. 이런 일반 축구팬들뿐만 아니라 멕시코 연방정부에서도 대한민국에 감사 인사를 표현하였다. 멕시코의 외교부 차관이 대한민국 대사를 향해 감사의 전화를 하였고 또 멕시코 재정부 장관이 김동연 경제부총리에게 전화를 걸어 감사의 말을 전한 다음 식사 대접을 하겠다고 약속하기도 하였다. 멕시코의 항공사 아에로멕시코에서는 대한민국행 비행기 티켓을 20% 할인하는 행사까지 열었다. 다만 일부 멕시코 축구팬들이 인종차별 동작이라는 걸 모른 채 감사의 멘트와 덧붙여 동양인 비하 퍼포먼스(눈을 찢는 동작)를 한 사진을 올려 눈살을 찌푸리게 하였다. 그 때문에 다른 멕시코 축구팬들이 이에 대해 사과하기도 하였으며 스브스뉴스에선 그런 동작 대신 손가락 하트를 찍은 사진을 올리라며 스페인어로 소개하였다. 하지만 대한민국 축구팬들 사이에선 이런 멕시코 측의 찬양과는 별개로 독일을 잡는 이변을 일으키고도 결국 16강에 가지 못하였기에, 멕시코도 스웨덴을 이겼으면 같이 16강에 갔을 것이라며 아쉬워하는 반응을 보이기도 한다.

### 스웨덴
대한민국, 독일, 멕시코와 함께 F조에 속하였던 스웨덴은 대한민국을 안드레아스 그랑크비스트의 페널티킥 결승골에 힘입어 1 – 0으로 제압하였지만 독일을 상대로는 제롬 보아텡이 퇴장당해 수적 우세까지 점하였음에도 불구하고 경기 종료 직전에 토니 크로스의 프리킥 결승골을 얻어맞아 1 – 2로 역전패를 당하였다. 그런데 그 경기가 독일의 역전승으로 끝나자 갑자기 코칭 스태프에 있었던 독일 축구협회 직원 2명이 스웨덴 벤치 쪽으로 건너가 주먹감자를 날리자 격분한 스웨덴의 얀네 안데르손 감독과 코칭 스태프들 그리고 선수들이 달려들어 집단 난투극으로 번질 뻔하기까지 하였다. 비록 경기 후에 독일 축구협회 측에서 스웨덴에 사과하긴 하였으나 그 때의 앙금은 완전히 해소되지 않았다. 3차전 경기가 시작되기 전까지 조별리그 순위는 2승을 한 멕시코가 1위였고 독일과 스웨덴이 1승 1패, 2득점 2실점으로 승점과 득실 차, 다득점에서 동률을 이뤘으나 승자승 원칙에서 독일이 앞서며 독일이 2위, 스웨덴이 3위로 처져 있었다.
경기 전만 하더라도 대한민국이 독일을 이길 가능성이 희박하다는 예상이 지배적이었으므로 스웨덴 입장에서는 반드시 멕시코를 이겨야만 16강에 진출할 수 있었다. 그것도 득실 차에서 멕시코가 +2이고 스웨덴이 0이었으니 최소한 3골 차 이상으로 멕시코를 이겨야 하는 어려운 상황이었다. 결과적으로는 대한민국의 승리로 멕시코가 이득을 보았지만 사실 스웨덴 역시도 대한민국의 선전을 응원해야 하는 입장이었다. 대한민국이 최대한 독일의 발목을 붙잡고 늘어져줘서 이기면 가장 좋고 못해도 비겨주거나 적은 점수 차로 져야지만 스웨덴 입장에서도 부담이 덜어지기 때문이었다. 다시 말해 멕시코 VS 스웨덴 경기 스코어가 0 – 0이었던 전반전엔 스웨덴 축구팬들이 대한민국의 선전을 응원하는 입장이었고 골이 나온 후반전엔 멕시코 축구팬들이 대한민국의 선전을 응원하게 된 것이다. 결국 스웨덴은 3차전에서 2연승을 달리고 있던 멕시코를 3 – 0으로 꺾고 조 1위로 16강 진출을 확정지었으나 독일은 그 전까지 2패로 조 최하위로 처져 있던 대한민국에 0 – 2로 덜미를 잡히며 조별리그에서 탈락하였다. 멕시코와의 경기가 끝난 후 카잔에서의 경기 결과를 확인한 스웨덴 축구 국가대표팀 주장 안드레아스 그랑크비스트는 폭소하며 독일의 탈락을 축하하였으며, 심지어 스웨덴과 멕시코가 동반으로 16강행이 확정되자 스웨덴 팬들과 멕시코 팬들이 하나같이 "Bye Bye, Germany!(잘가라, 독일!)"를 수차례 연호한 뒤, 서로 악수하는 모습까지 나오기도 했다.
경기 당시에 독일 코칭스태프 쪽에서 예카테린부르크의 경기 결과를 전해 들은 것인지는 모르겠지만 공교롭게도 스웨덴의 선제골이 터진 그 순간 직후부터 독일이 점점 심리적으로 조급해지며 극단적인 파상공세로 나왔다. 만일 멕시코가 스웨덴을 상대로 이기고 있었다면 독일 입장에서는 대한민국을 비기기만 해도 16강에 올라갈 수 있는 길이 생겼다. 하지만 스웨덴이 골을 넣었으니 독일 입장에서는 비겨도 탈락하는 입장이 되었고 반드시 이겨야 한다는 강박관념에 사로잡혀 극단적인 파상공세를 취하게 되었고 이는 굳건한 수비로 버텨낸 대한민국이 빠른 역습으로 득점을 올려 승리를 거두는 결과를 낳게 되었다.

### 아르헨티나
아르헨티나는 독일이 대한민국에게 패배해 결국 조별리그에서 탈락하자 16강도 못가는 주제에 까불고 있다며 독일을 비웃으며 독일의 탈락을 크게 통쾌해했다. 아르헨티나의 언론 매체인 TyC스포츠는 독일이 조별리그에서 탈락한 것을 두고 "독일은 아르헨티나와 같은 기적을 만들지 못하였고, 역사상 처음으로 월드컵 조별리그에서 작별을 고하였다. 믿을 수 없지만 실제 벌어진 일이다. 챔피언이 탈락하였다."며 2차전까지 1무 1패로 조 최하위로 처졌다가 3차전에서 극적으로 나이지리아를 2 – 1로 꺾고 조 2위로 16강에 오른 아르헨티나와 조별리그에서 탈락한 독일의 처지를 비교하며 조롱하였다. 그 동안 아르헨티나는 2006년 FIFA 월드컵부터 2014년 FIFA 월드컵까지 3개 대회 연속으로 토너먼트에서 번번이 독일을 만나 패배하면서 우승이 좌절되었고 또 거기다 前 독일 축구 국가대표팀 주전 미드필더였던 바스티안 슈바인슈타이거가 2010년 FIFA 월드컵 당시 아르헨티나를 향해 "아르헨티나 선수들이 그라운드에서 보이는 몸짓과 어떻게든 심판의 판정에 영향을 끼치려는 노력하는 모습을 보면 '존경할 만한 팀이 아니다'는 생각이 든다. 아르헨티나와 멕시코의 16강전을 봐서 알듯 아르헨티나 팬들은 제대로 된 입장권도 없이 경기장에 왔다. 그들의 국민성을 보여주는 것이다."는 말을 하여 아르헨티나 팀은 물론이고 아르헨티나 국민들까지 싸잡아 모욕하는 말을 하였다. 또 2014년 FIFA 월드컵 결승전이 끝난 직후엔 미로슬라프 클로제와 바스티안 슈바인슈타이거가 아르헨티나를 모욕하는 듯한 이른바 가우초 세레머니로 구설수에 오른 일 때문에 양국 축구팬들의 감정의 골이 매우 깊은 상태였다. 그런데 독일이 이렇게 허망하게 조별리그에서 탈락했으니 매우 고소해하며 축하한 것이다.
그 다음 월드컵에서는 이 두 나라가 더욱 극과 극이 되었는데 독일은 여기서도 일본에게 역전패하고 이를 제대로 극복하지 못해 결국 2연속으로 조별리그에서 탈락한 반면 아르헨티나는 조별리그 1차전인 사우디아라비아전에서의 충격적 역전패를 딛고 나머지 조별리그 두 경기를 모두 이겨 조 1위로 16강에 오른 뒤 기어이 통산 3회째 우승을 달성하게 된다.

### 브라질
브라질은 4년 전 자국에서 열린 대회에서 독일에 1 – 7로 대패하는 이른바 미네이랑의 비극이라는 브라질 축구 역사상 최악의 참사를 겪은 바 있었다. 이런 상황에서 만약 독일이 대한민국을 상대로 이겼다면 16강에서 리턴 매치가 성사될 수 있었다. 그런데 예상 외로 독일이 대한민국에 패배하며 탈락하자 매우 고소하다는 반응을 보이고 있다. 패배 이후 브라질의 언론사는 2017년에 독일의 미드필더 토니 크로스가 트위터에 신년이 온 걸 축하한다면서 2017의 1과 7에 숫자 대신 각각 브라질 국기와 독일 국기를 올려서 조롱한 것을 기억하며 토니 크로스에게 복수한다는 뜻으로 "2018년이 온 것을 축하한다."는 멘트를 남기며 2018의 2와 0 자리에 숫자 대신 각각 태극기와 독일 국기를 올려서 카운터를 날렸고 그 다음해 첫날인 2019년 1월 1일이 되자 역시 2019의 2와 0 자리에 숫자 대신 태극기와 독일 국기로 바꾼 것을 올렸으며 심지어 2020년에는 아예 숫자없이 태극기와 독일 국기로만 구성하거나 2002년 때의 그 영광까지 감안해서 "브라질 국기 - 독일 국기 - 태극기 - 독일 국기" 순으로 게재해서 두 배로 능욕하기까지 했다. 브라질의 폭스 스포츠 공식 트위터에선 아무 말도 없이 그저 웃음소리 의성어를 게재하며 독일의 탈락을 통쾌해했다. 그뿐 아니라 일부 브라질 축구팬들은 한 꼬마가 세계지도에서 프랑스와 브라질의 위치를 가리키는 사진과 함께 "대한민국은 어디에 있어?"라는 질문에 꼬마가 자신의 가슴을 가리키며 "여기에 있다."고 하며 대한민국은 자신들 마음 속에 있다는 내용의 사진을 올리며 4년 전 자신들이 겪은 치욕을 대신 설욕해 준 대한민국에 감사의 표시를 하였다. 또 다른 브라질 축구팬은 아예 브라질 지도에 브라질 국명을 지우고 Korea로 바꿔놓기도 하였다. 현지에서 또 브라질에서 이 경기를 지켜본 축구팬들은 경기가 독일의 패배로 끝나자 마치 월드컵에 우승한 것처럼 매우 기뻐하였으며 독일 축구 장례식을 치르는 퍼포먼스를 하였다.

### 영국
전통적으로 잉글랜드 축구 국가대표팀은 독일 축구 국가대표팀과 라이벌 관계에 있는데 1970년 FIFA 월드컵 8강전에서 잉글랜드가 서독에 2 – 3 역전패를 당한 이후 잉글랜드는 번번이 월드컵에서 독일을 만나면 탈락하였고 잉글랜드가 월드컵에서 독일을 이긴 것은 1966년 FIFA 월드컵 결승전이 유일하다. 불과 8년 전인 2010년 FIFA 월드컵 16강전에서도 당시 주심이었던 우루과이 국적의 호르헤 라리온다가 프랭크 램파드의 골을 노골로 판정하는 오심 때문에 1골을 도둑맞으며 1 – 4 대패를 당한 치욕적인 과거가 있었고 또 역사적으로도 독일과 영국은 앙숙과도 같은 관계였기에 역시 독일의 패배에 매우 통쾌해했다.
이 경기를 중계한 BBC 캐스터 조나단 피어스는 "비록 대한민국은 16강 리스트에 적히진 못하였지만 대신 역사책에 적히게 되었습니다. 독일을 최초로 1라운드에서 탈락시킨 팀으로 말이죠."라며 극찬을 아끼지 않았다. 잉글랜드의 명 선수 앨런 시어러는 김영권의 선제골 장면을 두고 VAR 도입 취지가 가장 잘 부합하는 사례이자 VAR이 가장 올바르게 사용된 사례라고 평하였다. 앨런 시어러는 과거 디에고 마라도나의 이른바 신의 손 사건과 티에리 앙리의 핸드볼 파울 사건을 거론하며 이러한 부정행위를 방지하기 위해 VAR이 도입된 취지를 가장 잘 보여준 판정이라고 덧붙였다.
더 선은 절취선이 그려진 F조 순위표를 1면에 실으며 "오려뒀다가 우울할 때마다 꺼내보세요.(Cut out and Keep it to make you smile when you are feeling low.)"라는 문장을 덧붙여 독일의 탈락을 축하하였다. 이 문장에서 Low는 '낮은'이란 뜻도 있지만 독일 대표팀 요아힘 뢰프 감독의 성씨와 철자가 같기 때문에 일종의 언어유희이다. 아일랜드의 저가 항공사 라이언에어에서도 공식 트위터에서"예상치 못한 탈락을 하셨나요? 우리한테는 저렴한 티켓이 있어요.(Making an unexpected exit? We have Löw fares on http://ryanair.com)"라고 하며 역시 영어 단어 low와 뢰프 감독의 성씨가 철자가 같은 것을 노린 언어유희로 독일을 조롱하였다.
그리고 독일이 예상 외로 조별리그에서 탈락한 반면 잉글랜드 축구 국가대표팀은 조별리그부터 파나마 축구 국가대표팀, 튀니지 축구 국가대표팀 같은 엄청난 약체들을 만난 덕분에 승승장구하며 비록 조별리그 3차전에선 벨기에 축구 국가대표팀에 0 – 1로 패배해 조 2위에 그쳤지만 16강전에서 콜롬비아 축구 국가대표팀과 맞붙어 1 – 1로 비긴 뒤 잉글랜드의 월드컵 역사상 최초로 승부차기에서 4 – 3으로 승리하며 8강에 올랐고, 8강전에서도 바이킹 징크스라는 악명을 떨쳤던 스웨덴 축구 국가대표팀을 2 – 0으로 꺾으며 1990년 FIFA 월드컵 이후 28년 만에 4강 진출에 성공하였다. 그러나 4강에서 크로아티아 축구 국가대표팀에 1 – 2로 패배하며 결승 진출엔 실패하였다. 이후 치러진 3, 4위 결정전에서 벨기에 축구 국가대표팀을 다시 만났으나 또 패해서 잉글랜드 축구 국가대표팀은 벨기에 축구 국가대표팀만 못한 팀인 것만 인증했다.
이후 유로 2020에서 잉글랜드 축구 국가대표팀은 16강전에서 독일을 만나 카잔의 기적 당시의 대한민국과 똑같은 점수인 2 - 0으로 시원하게 꺾고 8강에 오른 뒤, 최종적으로 준우승을 기록했다.

### 이탈리아
이탈리아의 전설적인 미드필더 알레산드로 델 피에로는 자신의 트위터에 "대한민국은 나쁜 농담을 만드는데 익숙하다."며 16년 전 자신들이 대한민국에 1 – 2 역전패를 당하였던 기억을 곱씹었다. 또 'Ognuno ha la sua Corea'란 문장이 이탈리아 온, 오프라인을 막론하고 온갖 매스컴에서 검색어 상위에 랭크되어 있다고 한다. 이 문장의 뜻은 "각자 그들만의 ‘꼬레아’가 있다."는 뜻인데 의역을 하자면 "월드컵에 참여한 유럽 강팀들은 각자 나름대로 ‘꼬레아’와 뼈아픈 사연을 갖고 있다."는 뜻이 된다. 즉, 이번에 대한민국에 0 – 2로 패배한 독일이 과거 대한민국에 패배를 당하였던 유럽 강호인 폴란드, 포르투갈, 이탈리아, 스페인 등과 다르지 않다는 뜻이다. 특히 이탈리아는 2018년 FIFA 월드컵 유럽 지역예선에서 플레이오프로 밀려난 끝에 스웨덴에 합계 0 – 1로 패배하며 60년 만에 지역예선에서 탈락하는 아픔을 겪었는데 그 때 독일의 전설적인 미드필더 미하엘 발라크가 “Pray for Italy(이탈리아를 위해 기도합시다.)”라는 말을 트위터에 올려 조롱하는 바람에 이탈리아인들은 속이 상해도 단단히 상해 있었다. 그런데 독일이 대한민국에 0 – 2로 패배하여 결국 조별리그에서 탈락하자 이탈리아인들은 곧바로 발라크의 트위터로 달려가 “Pray for Germany(독일을 위해 기도합시다.)” 및 “Pray for Ballack(발라크를 위해 기도합시다.)” 등으로 지난 그 조롱을 받았던 만큼 그대로 되돌려주었다.

### 중국
중국은 월드컵 무대에 거의 오르지 못한 경우가 많아 다른 나라를 응원하며 대리만족하는 경우가 많았다. 독일 축구 국가대표팀은 중국에서도 인기가 상당히 많은 팀 중 하나라 카잔 아레나에 대한민국 축구팬들보다 더 많은 1만 명의 관중들이 찾아와 독일을 응원하였다고 한다. 그 외에도 스포츠 복권에 이 경기에서 독일의 승리에 베팅한 중국인들이 많았다고 한다. 그런데 그러한 중국인들의 예상과 달리 대한민국의 2 – 0 승리로 끝나자 스포츠 복권에 독일 승리에다 빚까지 져가면서까지 거액의 돈을 베팅하였다가 집을 팔거나 야반도주를 하거나 목을 매 자살하는 사람들이 속출하였다고 한다. 그러자 중국 공안 측에서는 웨이보를 통해 "독일을 응원하신 여러분, 침착하시고 투신자살 하지 마시라."고 진정시키기에 이르렀다.
그 동안 중국인들은 자국 축구 대표팀이 오랫동안 대한민국 축구 국가대표팀을 이기지 못하는 이른바 공한증과 2002년 FIFA 월드컵 당시 자신들은 3전 전패로 조별리그 꼴찌로 탈락한데 반해 대한민국은 4강까지 오르는 기염을 토하자 질투와 열등감이 폭발해 기회만 되면 대한민국 축구를 깎아내리고 비하하는 발언을 서슴지 않았다. 대표적으로 前 중국 국가대표팀 공격수였던 하오하이동이 그런 부류의 인물이다. 그런데 중국의 유명한 바둑기사 커제가 자신의 웨이보에 "대한민국과 일본은 아시아 축구의 빛이다. 독일은 대한민국을 상대로 형편없었다. 중국이 나가지 못하는 월드컵에서 대한민국은 멋진 결과를 냈다. 대한민국을 비하해서는 안 된다."고 글을 올리자 중국 축구팬들은 "대한민국은 2002년 부정한 방법으로 4강에 진출하였다." 혹은 "대한민국은 운이 좋아 이겼다." 등의 반응을 보이며 또 다시 대한민국 축구를 깎아내리는 발언을 하였다. 그러자 커제는 "내가 말한 경기는 2002년 한일 월드컵이 아닌 독일전이다. 내가 말한 것과 상관없는 경기를 꺼내지 마라. 우리 바둑의 가장 큰 라이벌은 대한민국이다. 상대를 더 명확하게 아는 것이 뭐가 잘못되었나. 남을 비하하고 싶은 자신의 비뚤어진 마음을 바로 잡아라. 비웃는다고 상대를 이길 수 있는게 아니다."고 반박하였다. 그러자 중국 축구팬들은 커제더러 대한민국으로 귀화하라는 둥 귀를 틀어막고 비판하였다.

### 일본
이번 대회에서 일본은 1차전에서 콜롬비아를 2 – 1로 꺾고 2차전에서 세네갈과 2 – 2로 비기며 1승 1무의 성적을 거둔데 비해 대한민국은 1차전에서 스웨덴에 0 – 1로 패배하였고 2차전에서 멕시코에 1 – 2로 패배하며 2패를 기록하고 있었다. 그러자 일본 언론은 "2경기에서 47개의 반칙을 범한 대한민국은 3경기를 치른 모로코(62개), 크로아티아(55개), 러시아(51개) 다음으로 워스트 4에 속해 있다"라며 "이 추세라면 모로코를 제치고 조별리그 가장 많은 반칙을 기록할 수 있다"며 말 그대로 대한민국을 실력도 없으면서 반칙만 거칠게 하는 팀으로 비하하였다.
그러나 예상을 깨고 대한민국이 독일을 2 – 0으로 잡아내자 적잖이 당황한 기색을 보임과 동시에 16강에 진출해도 빛이 바래는 게 아닐까 걱정하는 반응을 보이고 있다고 한다. 일본 주전 공격수 카가와 신지는 "대한민국의 경기에 큰 자극을 받았다."는 반응을 보였다. 일본은 3차전에서 최소한 폴란드를 상대로 무승부 이상을 기록해야 16강에 진출할 수 있기에 대한민국이 독일을 이긴 것을 본받아 다음 날 경기가 열리는 일본도 폴란드와의 경기에서 필승을 다짐하는 듯 보였다. 그러나 막상 일본은 폴란드를 상대로 매우 실망스러운 경기를 펼쳤다. 일본은 후반 14분에 허용한 얀 베드나레크의 결승골로 폴란드에 0 – 1로 패배하였는데 같은 시각에 콜롬비아가 세네갈을 1 – 0으로 잡아준 덕에 승점, 득실 차, 다득점, 승자승까지 동률이었으나 페어플레이 점수에서 일본이 -4점, 세네갈이 -6점으로 일본이 16강 진출에 성공하였다.
그러나 후반 35분 경부터 일본은 동점골을 넣을 생각도 하지 않고 자기 진영에서 볼 돌리기를 하며 시간을 허비하였고 이미 탈락이 확정된 폴란드 역시 1승에 만족한 것인지 추가골을 넣을 생각도 하지 않고 일본의 볼 돌리기를 멀거니 서서 구경만 하였다. 콜롬비아가 이기고 있었기에 이 스코어가 유지되기만 해도 16강에 올라갈 수 있기 때문이었다. 그런데 세네갈이 동점골을 못 넣을 것이라는 보장도 없었는데도 이런 짓을 하였기에 세계 각국에서는 이 경기를 1982년 FIFA 월드컵에 있었던 이른바 히혼의 수치에 빗대는 이들이 많았다. 콜롬비아가 세네갈을 겨우 1골 차로 리드하고 있는 이상 만약 세네갈이 동점골을 넣기라도 하면 일본은 탈락하기에 위험한 도박임과 동시에 자신의 16강 진출을 타국에 맡기는 것이어서 더욱 비판받은 것이다. 이 때문에 일본 내에서도 "대한민국은 멋있게 탈락하였지만 일본은 수치스럽게 16강에 올라갔다."는 의견이 많다.
결과적으로 폴란드도 대한민국과 사실상 마찬가지로 2패 끝에 마지막에 1승을 거두었지만, 반응은 대한민국과 대조적이다.
그 다음 월드컵에서 일본은 이 경기에서 대한민국이 했던 행동과 똑같은 행동을 하게 된다.

### 알제리
히혼의 수치의 피해자인 알제리 역시 이 독일 비웃기 대열에 동참했다. 과거 알제리는 1982년 FIFA 월드컵에서 강력한 우승 후보였던 서독 대표팀을 2 – 1로 꺾는 이변을 일으켰고 2승 1패라는 준수한 성적을 거두었음에도 불구하고 서독과 오스트리아의 사전 담합이 의심되는 경기로 인해 골 득실에서 밀려 억울하게 탈락한 아픈 기억이 있었다. 그 때문에 알제리는 그 때부터 독일과 악연으로 얽혀 있었다. 2014년 FIFA 월드컵 16강전에서 독일과 재회했을 당시에도 알제리 선수들은 이 히혼의 수치를 언급하며 32년 전에 진 빚을 갚겠다고 칼을 갈았을 정도였다. 실제로 그 경기에서도 알제리는 막강한 독일을 상대로 90분 동안 잘 버텨내며 승부를 연장전까지 끌고 갔으나 결국 연장전에서 안드레 쉬를레와 메수트 외질에게 잇달아 실점하며 무너졌다. 그래도 마지막까지 투혼을 발휘하며 경기 종료 직전에 1골을 만회하였지만 거기까지였고 결국 1 – 2 석패를 당하고 말았다. 그리고 알제리를 고전 끝에 꺾은 독일은 뒤이어 프랑스, 브라질, 아르헨티나를 잇달아 꺾고 우승을 차지했다. 그런데 4년 후 독일이 대한민국에 0 – 2로 패배하며 사상 최초로 조별리그에서 탈락하자 알제리 사람들은 카잔의 기적이야말로 36년 전 히혼의 수치에 대한 정당한 대가라며 일침을 놓고 크게 기뻐했다.

## 이후
독일은 2018-19년 UEFA 네이션스리그에서 FIFA 월드컵 우승 유경험팀은 실력과 상관없이 모두 리그 A에 배치되는 룰에 따라 리그 A에 배치되었다. 같은 조의 팀으로 프랑스 축구 국가대표팀, 네덜란드 축구 국가대표팀이 편성되었는데 단 한 번도 못 이기고 2무 2패의 초라한 성적으로 리그 A에서 탈락하고 리그 B로 강등당했으나 다행히도 2020-21년 UEFA 네이션스리그에서 리그 A 참가국 숫자를 16개국으로 확대하기로 하면서 기존 리그 A 소속 12팀과 리그 B에서 승격된 4팀을 같이 리그 A로 편성해 간신히 강등은 모면했다. 같은 조의 다른 팀들의 경우, 네덜란드가 파이널에 진출했으며 프랑스는 탈락하지는 않았지만 파이널에 진출하지도 못하는 잔류가 되었다.
2020-21년 UEFA 네이션스리그에서는 독일 축구 국가대표팀을 때려잡는 기계로 악명높은 스페인 축구 국가대표팀과 같은 조가 되었으나 나머지 팀들은 스위스 축구 국가대표팀과 우크라이나 축구 국가대표팀이라는 비교적 쉬운 상대와 편성되었다. 스페인의 존재로 인해 독일은 모든 축구전문가들로부터 파이널에는 절대로 진출할 수 없다는 평가를 받았는데 실제로도 요아힘 뢰프의 대 스페인 전적은 단 한번도 이기지 못했으며 거의 대부분 패배했다. 독일은 이런 조에서 조차 끝내 스위스와 홈 원정 모두 무승부를 기록했으며 우크라이나가 지나치게 못하는 바람에 오직 우크라이나만 이겨서 겨우 잔류에는 성공하고 우크라이나가 강등당했지만 결국 스페인에게 모든 게 전부 밀리며 0-6으로 대패하는 치욕을 당하고 말았다. 이 경기에서 독일은 최대한의 선수진을 꾸려 출전한 반면 스페인은 시작하자마자 핵심 전력 중 하나인 세르히오 라모스를 부상으로 교체해서 사용할 수 없는 상황이었는데, 그럼에도 불구하고 독일은 마치 동네 조기축구 수준의 경기력으로 퇴화한 끝에 스페인에게 완벽하게 농락당하고 만 것이다. 게다가 슈팅 수도 고작 2개에 유효슈팅이 전혀 없는 충격적인 결과까지 나왔다. 당시 스페인의 슈팅 수가 무려 23개나 되는 것을 감안하면 말이다.
2022년 FIFA 월드컵에서 독일은 요아힘 뢰프의 한계를 깨닫고 감독을 한지 플릭으로 교체했으나 또다시 일본에게 1-2로 역전패했다. 이후 스페인과 1-1 무승부를 기록한 뒤 코스타리카를 4-2로 이겼으나 하필 스페인이 첫 경기에서 코스타리카를 7-0으로 크게 이겨놓은 데다가 같은 시각에 치러진 일본 대 스페인 경기에서 뜻밖에 일본이 독일전과 똑같이 2-1 역전승을 거두는 바람에 독일은 같은 승점을 가지게 된 스페인에게 골득실차에서 크게 밀리며 2회 연속 월드컵 조별리그 탈락의 쓴맛을 보고 말았다. 이후 독일 선수들은 2022년 FIFA 월드컵이 끝나는 날까지 각자 휴가를 떠났는데 하필 마누엘 노이어가 스키를 타다가 사고를 당해 다리 골절상을 입고 최소 1년 이상의 장기 입원이 불가피해지는 사태가 발생하기도 했다. 그리고 일본에게 역전패를 당한지 10개월 뒤에는 그 일본을 자신들의 안방인 볼프스부르크로 불러들여 친선 경기를 치르면서 그 역전패를 설욕하려고 했으나 설욕은커녕 오히려 1-4라는 더욱 비참한 점수차로 대패하며 망신살만 뻗치는 것은 물론 이로 인해 일본과의 전적도 일본의 우세로 뒤집혀버리는 치욕까지 맞이했으며 이 대패의 여파로 인해 한지 플릭 감독이 123년의 독일 축구 역사상 초유로 감독직에서 경질되는 사태를 맞이하고 말았다.

## 같이 보기
- 마라카낭의 비극
- 1954년 FIFA 월드컵 결승전
- 조선민주주의인민공화국 대 이탈리아 (1966년 FIFA 월드컵)
- 히혼의 수치
- 도하의 기적
- 프랑스 대 세네갈 (2002년 FIFA 월드컵)
- 대한민국 대 이탈리아 (2002년 FIFA 월드컵)
- 일본 대 폴란드 (2018년 FIFA 월드컵)
- 아르헨티나 대 크로아티아 (2018년 FIFA 월드컵)
- 프랑스 대 아르헨티나 (2018년 FIFA 월드컵)

### 내용주
1. ↑  독일의 첫 번째 1라운드 탈락은 1938년 FIFA 월드컵이었는데 이 당시엔 1라운드 역시 토너먼트였으므로 조별리그 탈락은 이번이 최초가 맞다.
2. ↑  2002년 FIFA 월드컵 우승팀인 브라질 축구 국가대표팀은 2006년 FIFA 월드컵에서는 8강까지 진출했다.
3. ↑  만약 독일이 대한민국을, 스웨덴이 멕시코를 각각 1 – 0으로 이겼을 경우엔 상위 3팀이 모두 승점, 골득실, 득점이 동일하였다.
4. ↑  이 경기가 있기 전까지 독일은 아시아 팀을 상대로 6전 6승을 기록하였다.

  - 1990년 FIFA 월드컵에서 아랍에미리트 축구 국가대표팀을 상대로 5 – 1 승
  - 1994년 FIFA 월드컵에서 대한민국 축구 국가대표팀을 상대로 3 – 2 승
  - 1998년 FIFA 월드컵에서 이란 축구 국가대표팀을 상대로 2 – 0 승
  - 2002년 FIFA 월드컵에서 사우디아라비아 축구 국가대표팀을 상대로 8 – 0 승 / 대한민국 축구 국가대표팀을 상대로 1 – 0 승
  - 2010년 FIFA 월드컵에서 오스트레일리아 축구 국가대표팀을 상대로 4 – 0 승
5. ↑   간혹 2002년 FIFA 월드컵에서 포르투갈 축구 국가대표팀을 상대로 승리한 걸 최초로 착각하는 경우가 많은데 그 대회에서 톱시드 팀은 개최국인 대한민국이었다. 또 1966년 FIFA 월드컵에서 조선민주주의인민공화국 축구 국가대표팀이 이탈리아 축구 국가대표팀을 1 – 0으로 이긴 경기가 최초라고 착각하는 경우도 있는데 그 대회 톱시드 팀은 이탈리아가 아니라 칠레였다.
6. ↑  그 전까지 독일을 상대로 2점 차 승리를 거둔 팀은 다음과 같다.

  - 1998년 FIFA 월드컵 8강전에서 독일을 3 – 0으로 격파한 크로아티아 축구 국가대표팀
  - 2002년 FIFA 월드컵 결승전에서 독일을 2 – 0으로 꺾은 브라질 축구 국가대표팀
  - 2006년 FIFA 월드컵 준결승전에서 독일을 2 – 0으로 꺾은 이탈리아 축구 국가대표팀

까지 단 셋뿐이었다.
7. ↑   1966년 대회 이후 사우디아라비아가 1994년 FIFA 월드컵 때 벨기에를 상대로 승리하긴 했지만 그 대회는 미국에서 열린 대회였다. 2002년 FIFA 월드컵 때 대한민국이 폴란드, 포르투갈, 이탈리아를 상대로 승리했고 일본이 러시아를 상대로 승리했지만 한국과 일본에서 열린 대회였다. 2010년 FIFA 월드컵 때에도 대한민국이 그리스를 상대로 승리했고 호주가 세르비아를 꺾었으며 또 일본이 덴마크를 상대로 승리했지만 그 대회는 남아프리카공화국에서 열린 대회였다. 그리고 유럽에서 열린 대회였던 1998년 FIFA 월드컵 때엔 이란이 아시아 팀들 중 유일하게 1승을 거두긴 했지만 북중미 팀인 미국을 상대로 승리한 것이고 2006년 FIFA 월드컵 때엔 대한민국이 아시아 팀들 중 유일하게 1승을 거두었지만 아프리카 팀인 토고를 상대로 승리한 것이었다. 이번 대회에서도 한국 이외에 사우디아라비아, 이란, 일본이 1승을 기록하긴 했지만 사우디아라비아와 이란은 아프리카 팀인 이집트와 모로코를 상대로 승리했고 일본은 남미 팀인 콜롬비아를 상대로 승리했다. 그러므로 이 경기는 1966년에 북한이 이탈리아를 1 – 0으로 꺾은 뒤 52년 만에 아시아 팀이 유럽에서 열린 대회에서 유럽 팀을 상대로 승리한 경기가 맞다.
8. ↑  아시아 팀들 중에서 독일을 상대로 승리한 건 오직 대한민국 뿐인데 2004년에 독일을 상대로 승리했을 당시의 대표팀 감독은 네덜란드 국적의 요하네스 본프레레 감독이었다.
9. ↑  이 당시에 대한민국이 독일에게 0 – 1로 패배해서 결승전 진출이 좌절되고 3.4위전에서 형제의 나라인 터키를 만났다.
10. ↑  원래 FIFA 월드컵 본선에 올 수 있는 팀은 아니지만 미국 축구 국가대표팀이 독보적으로 못하면서 지역예선에서 탈락하자 그 자리를 차지해서 본선에 진출했다. 실제로도 잉글랜드는 파나마를 6 – 1로 완파했다.
11. ↑  사실 2018년 FIFA 월드컵 아프리카 지역 예선 조편성이 매우 이상했다. 나이지리아 축구 국가대표팀, 카메룬 축구 국가대표팀, 알제리 축구 국가대표팀, 잠비아 축구 국가대표팀 같이 아프리카의 내로라 하는 강팀들이 같은 조에 죄다 몰렸고 튀니지는 그 덕에 본선에 쉽게 진출했다.
12. ↑  그 경기 전까지 잉글랜드는 월드컵에서 3번 승부차기를 치러서 3번 모두 패배하였다.

  - 1990년 FIFA 월드컵 4강전 - 잉글랜드 1 – 1(승부차기 3 – 4) 서독
  - 1998년 FIFA 월드컵 16강전 - 잉글랜드 2 – 2(승부차기 3 – 4) 아르헨티나
  - 2006년 FIFA 월드컵 8강전 - 잉글랜드 0 – 0(승부차기 1 – 3) 포르투갈

### 참고주
1. 1 2  “2018 러시아 월드컵 공식 홈페이지 (한국 2-0 독일 통계자료)”. 2018년 12월 24일에 원본 문서에서 보존된 문서. 2018년 7월 5일에 확인함.
2. ↑  김철오 (2018년 6월 19일). “슈틸리케 예상 “한국, 슬프지만 3전 전패””. 《국민일보》.
3. ↑  “멕시코 MF 라윤, “한국 오늘처럼 하면 독일 이길 지도””. 《골닷컴》. 2018년 6월 24일. 2018년 9월 19일에 확인함.
4. ↑  “박지성 "한국, 독일에 비벼볼 만 하다" 장밋빛 전망”. 《SBS스포츠뉴스》. 2018년 6월 18일. 2018년 6월 28일에 확인함.
5. ↑  박대성 (2018년 6월 29일). “[공식 인터뷰] 노이어 “골문 비운 건 내 실책...한국은 실수를 기다렸다””. 《스포탈코리아》. 2018년 11월 12일에 확인함.
6. ↑  조남기 (2018년 6월 29일). ““노이어가 왜 거기에?”… 공 뺐던 그 순간 회상한 주세종”. 《베스트일레븐》. 2018년 11월 12일에 확인함.
7. ↑  “Match report – Group F – Korea Republic v Germany” (PDF). 《FIFA.com》. Fédération Internationale de Football Association. 2018년 6월 27일. 2019년 2월 2일에 원본 문서 (PDF)에서 보존된 문서. 2018년 6월 27일에 확인함.
8. 1 2 3  “Tactical Line-up – Group F – Korea Republic v Germany” (PDF). 《FIFA.com》. Fédération Internationale de Football Association. 2018년 6월 27일. 2018년 7월 8일에 원본 문서 (PDF)에서 보존된 문서. 2018년 6월 27일에 확인함.
9. ↑  “Korea Republic v Germany – Man of the Match”. 《FIFA.com》. Fédération Internationale de Football Association. 2018년 6월 27일. 2018년 12월 24일에 원본 문서에서 보존된 문서. 2018년 6월 27일에 확인함.
10. ↑  배재성 (2018년 7월 2일). ““역대 월드컵 이변 2위는 한국-독일전”…1위는”. 《중앙일보》.
11. ↑  이인환 (2018년 6월 28일). “伊 사키의 극찬, "한국의 놀라운 투지, 승리할 자격 충분했다"”. 《OSEN》.
12. ↑  김도용 (2016년 11월 15일). “[해외축구] 뮐러 "아마 같은 산마리노와 왜 경기 하나" 발언 논란”. 《뉴스1》. 2018년 10월 2일에 확인함.
13. ↑  “스페인 토레스 "타히티 팬 됐다"”. 《스포츠동아》. 2013년 6월 21일. 2018년 10월 2일에 확인함.
14. ↑  “타히티 대파한 스페인 감독 상대팀 극찬… 왜?”. 《스포츠동아》. 2013.06.21. 2013.06.21에 확인함.
15. ↑  김희선 (2018년 6월 23일). “[러시아톡!] '오소리오 교수님'이 한국전 앞두고 10분 넘게 '열강' 펼친 이유”. 《일간스포츠》.
16. ↑  김태우 (2018년 6월 23일). “‘히딩크 노하우’ 한국 아닌 오소리오에게 흘러갔다?”. 《OSEN》.
17. ↑  “스웨덴 감독 "한국 비디오 1300건 분석... VAR 판정 다행"”. 《한겨레》. 2018년 6월 19일.
18. ↑  한만성 (2018년 6월 30일). “前 독일 감독 "한국 분석, 제대로 했는지 의심돼"”. 《GOAL》.
19. ↑  김진회 (2018년 6월 25일). “[김진회의 러시아 아웃사이더]조추첨 직후 '코리아 패싱'했던 뢰브, 쉰다 해놓고 트릭쓰며 한국전 대비”. 《스포츠조선》. 2018년 10월 2일에 확인함.
20. ↑  이현호 (2018년 6월 27일). “독일 언론의 근심, "한국에 이미 2번 당했어"”. 《인터풋볼》. 2018년 11월 6일에 확인함.
21. ↑  “[WC MIC] 한국전이 ‘다음 결승전’이라는 로이스”. 《베스트일레븐》. 2018년 6월 25일. 2018년 10월 2일에 확인함.
22. ↑  윤혜경 (2018년 6월 26일). “한국전 승리 확신하는 독일 대표팀 "손흥민만 막으면 이긴다."”. 《인사이트》. 2018년 10월 2일에 확인함.
23. ↑  윤우열 (2018년 6월 28일). “히딩크, 예선탈락 독일에 일침…"오만하였던 독일, 대한민국에 벌 받았다"”. 《동아닷컴》.
24. ↑  오해원 (2018년 7월 1일). ““독일, 배가 불렀다” 클린스만이 바라본 부진 원인”. 《노컷뉴스》. 2018년 10월 2일에 확인함.
25. ↑  '충격 탈락' 독일, 새벽까지 '게임'했다…협회가 인터넷 차단
26. ↑  “<히딩크, 예선탈락 독일에 일침…"오만했던 독일, 한국에 벌 받았다">”. 동아일보. 2018년 6월 28일.
27. ↑  이가영 (2018년 6월 28일). ““좋으면서도 허무하다” 독일 꺾은 후 신태용이 밝힌 심경”. 《중앙일보》.
28. ↑  “[2018 러시아] '코리안 데 헤아' 조현우 "16강 올라갈 줄 알았는데, 아쉬워"”. 《MBN》. 2018년 6월 28일.
29. ↑  강필주 (2018년 6월 28일). “[한국-독일] 정우영, "16강 탈락 아쉽지만 독일 발목 잡아 만족"”. 《OSEN》.
30. ↑  김윤일 (2018년 11월 18일). “‘독일전 결승골’ 김영권 유니폼, FIFA 박물관 전시”. 《데일리안》.
31. ↑  “Germany's World Cup failure met with schadenfreude from German newspaper” (영어). 야후! 스포츠. 2018년 6월 28일. 2018년 7월 31일에 확인함.
32. ↑  김진회 (2018년 6월 27일). “[한국 독일전]獨 빌트 신태용 깎아내리기 '뢰브와 헤어·복장·팔찌까지 똑같아'”. 《스포츠조선》.
33. ↑  “독일 반응 "가짜 뢰브가 이겼다, 악몽같은 일"…메르켈 "매우 슬퍼"”. 《아시아경제》. 2018년 6월 28일.
34. ↑  김유미 (2018년 6월 28일). “독일 빌트, “월드컵 사상 최고 불명예” 한국전 패배 비판”. 《베스트일레븐》.
35. ↑  “[월드컵 이슈] 부진한 외질, 팬들 비난에 참지 못하고 충돌”. 《스포탈코리아》. 2018년 6월 28일.
36. ↑  https://twitter.com/talkSPORT/status/1012018330042068992
37. ↑  김우종 (2018년 6월 28일). “[카잔 기자회견] '패장' 獨 뢰브 감독 "한국 정말 훌륭한 경기력, 패배 쇼크다"(일문일답)”. 《스타뉴스》.
38. ↑  “메르켈, 한국에 패한 독일팀 16강 좌절에 "매우 슬퍼"”. 《연합뉴스》. 2018년 6월 28일.
39. ↑  “[월드컵 TALK] 독일 케디라 "한국전 패배 이후 잠을 못 자고 있다"”. 《스포티비뉴스》. 2018년 7월 1일.
40. ↑  박대성 (2018년 7월 1일). “외질, 독일 대표팀 은퇴 결심...케디라-귄도간도 작별 (터키언론)”. 《스포탈코리아》.
41. ↑  강필주 (2018년 7월 2일). “'조별리그 충격 탈락' 독일팬, 75%가 뢰브 감독 유임 반대”. 《OSEN》.
42. ↑  김동욱 (2018년 7월 23일). “외질, 獨 대표 은퇴…"더 이상 기대와 자부심 없다"”. 《노컷뉴스》.
43. ↑  송지훈 (2018년 7월 30일). “‘외질 인종차별’ 파문, 부메랑 돼 독일 강타”. 《중앙일보》.
44. ↑  “멕시코는 지금 “고마워요, 한국” 열풍…식당엔 ‘손흥민 갈빗살’ 메뉴도 [월드컵ing]”. 《스포츠경향》. 2018년 6월 28일. 2018년 11월 13일에 확인함.
45. ↑  박은하 (2018년 6월 28일). ““고마워, 밥 살게” 멕시코 재무장관, 김동연 부총리에게 전화”. 《경향신문》. 2018년 11월 13일에 확인함.
46. ↑  김정용 (2018년 6월 28일). “[카잔 라이브] 다들 한국을 응원했다, 중국만 독일 편이었다”. 《풋볼리스트》. 2018년 11월 13일에 확인함.
47. ↑  윤경식 (2018년 6월 28일). “아르헨도 조롱, "독일 탈락 실화? 우리 같은 기적 없었어"”. 《인터풋볼》. 2018년 11월 13일에 확인함.
48. ↑  박광수 (2018년 6월 28일). “독일 16강 탈락에 반색한 브라질 언론 “하하하하하하” 트윗”. 《중앙일보》. 2018년 11월 13일에 확인함.
49. ↑  주성하 (2018년 6월 29일). “獨탈락에 신난 英언론 “F조 순위표 오려두고 우울할 때 보세요””. 《동아일보》. 2018년 11월 13일에 확인함.
50. ↑  박윤규 (2018년 6월 28일). “델 피에로 "한국은 나쁜 농담을 만드는 데 익숙해"”. 《MK 스포츠》. 2018년 11월 1일에 확인함.
51. ↑  정문영 (2018년 6월 28일). “한국, 독일 격파 후 이탈리아에‘기승전-꼬레아’유행어”. 《굿모닝 충청》. 2018년 11월 1일에 확인함.
52. ↑  “[카잔 NOW] 독일 응원하는 중국 관중 1만명 운집…한국 팬 보다 많다”. 《스포티비뉴스》. 2018년 6월 27일.
53. ↑  이인혜 (2018년 6월 29일). “[러시아 월드컵] 한국, 독일 격파 ‘이변’에 집팔고 목매는 중국인 속출”. 《스포츠경향》.
54. ↑  조상원 (2010년 6월 24일). “하오하이동 한국축구 비하에 네티즌들 ‘네 주제를 알라’ 일침”. 《강원일보》.
55. ↑  이인환 (2018년 6월 29일). “성난 中 팬, 한국 대표팀 칭찬한 커제 SNS 테러..."한국 칭찬하지마"”. 《OSEN》.
56. ↑  윤승재 (2018년 6월 27일). “[러시아WC] 日 언론 "한국, 불명예 기록 남기고 러시아 떠날 것"”. 《Stn Sports》.